# 日本のテレビドラマ一覧
日本のテレビ番組一覧 > 日本のテレビドラマ一覧
日本のテレビドラマ一覧（にほんのテレビドラマいちらん）は、ウィキペディア日本語版内に記事のあるものを中心とした、日本のテレビドラマの番組名五十音順一覧である。時代劇、特撮番組、日本以外で制作されたドラマについては、ここでは扱わない。各記事を参照のこと。
| 目次 | 目次 | 目次 | 目次 | 目次 | 目次 | 目次 | 目次 | 目次 | 目次 | 目次 |
| ---- | ---- | ---- | ---- | ---- | ---- | ---- | ---- | ---- | ---- | ---- |
| わ   | ら   | や   | ま   | は   |      | な   | た   | さ   | か   | あ   |
|      | り   |      | み   | ひ   |      | に   | ち   | し   | き   | い   |
| を   | る   | ゆ   | む   | ふ   |      | ぬ   | つ   | す   | く   | う   |
|      | れ   |      | め   | へ   |      | ね   | て   | せ   | け   | え   |
| ん   | ろ   | よ   | も   | ほ   |      | の   | と   | そ   | こ   | お   |

放送枠 - 海外ドラマ- 関連項目 - 外部リンク
年代別については、「日本のテレビドラマ一覧 (年代別)」を参照のこと

## 五十音音順一覧

### あ行

#### あ
- ああ探偵事務所（テレビ朝日、2004年）
- R-17（テレビ朝日、2001年）
- ああわが家（TBS、1989年）
- 愛をください（フジテレビ、2000年）
- あいくるしい（TBS、2005年）
- 合い言葉は勇気（フジテレビ、2000年）
- 愛人の掟・あなたに逢いたくて（テレビ朝日、2000年）
- 愛さずにいられない（日本テレビ、1991年）
- 熱海の捜査官（テレビ朝日、2010年）
- 愛しあってるかい!（フジテレビ、1989年）
- Around40〜注文の多いオンナたち〜（TBS、2008年）
- 愛しすぎなくてよかった（テレビ朝日、1998年）
- 葵 徳川三代（NHK、2000年）
- 愛していると言ってくれ（TBS、1995年）
- あの日見た花の名前を僕達はまだ知らない。（フジテレビ、2011年）
- 愛してるよ!（テレビ朝日、1993年）
- 明日の光をつかめ（フジテレビ）
  - 明日の光をつかめ（2010年）
  - 明日の光をつかめ2（2011年）
  - 明日の光をつかめ-2013 夏-（2013年）
- 愛してたって、秘密はある。（日本テレビ、2017年）
- 愛してるよ!先生（TBS、1990年）
- アオゾラカット（NHK BSプレミアム、2017年）
- IQ246〜華麗なる事件簿〜（TBS、2016年）
- 愛情イッポン!（日本テレビ、2004年）
- 愛情物語（日本テレビ、1992年）
  - 愛情物語（フジテレビ、1993年）
- 明日もまた生きていこう（TBS、2010年）
- 愛するということ（TBS、1993年）
- 愛染椿（TBS、1972年）
- Iターン（テレビ東京、2019年）
- 逢いたい時にあなたはいない…（フジテレビ、1991年）
- 愛という名のもとに（フジテレビ、1992年）
- 明日の約束（関西テレビ、2017年）
- 愛、ときどき嘘（日本テレビ、1998年）
- 愛と死をみつめて（TBS、1964年/テレビ朝日、2006年）
- 愛とは決して後悔しないこと（TBS、1996年）
- 愛の家〜泣き虫サトと7人の子〜（NHK、2003年）
- アイノウタ（BS-i、2002年）
- あいのうた（日本テレビ、2005年）
- 愛のたくらみ（CBC、1993年 - 1994年）
- 相棒（テレビ朝日、2002年 - ）
- 愛はどうだ（TBS、1992年）
- 愛馬物語（フジテレビ、2008年）
- アイムホーム（NHK、2004年/テレビ朝日、2015年）
- 愛LOVEナッキー（TBS、1980年）
- アイラブユーからはじめよう（TBS、1989年）
- OUT〜妻たちの犯罪〜（フジテレビ、1999年）
- アウトドア・ロックンロール〜サラリーマン転覆隊が行く〜（BS朝日、2013年）
- 青い鳥（TBS、1997年）
- 青が散る（TBS、1983年）
- 青の時代（TBS、1998年）
- 青のSP―学校内警察・嶋田隆平―（関西テレビ、2021年）
- 赤い糸（フジテレビ、2008年）
- 赤いバッシュ !（関西テレビ、1987年）
- 赤かぶ検事奮戦記シリーズ（朝日放送、1980年）
- 赤ちゃんをさがせ（NHK、2003年）
- 茜さんのお弁当（TBS、1981年）
- 赤鼻のセンセイ（日本テレビ、2009年）
- 赤めだか（TBS、2015年）
- 明るい家族計画（フジテレビ、1995年）
- あきまへんで!（TBS、1998年）
- アキハバラ@DEEP（TBS、2006年）
- 悪意（NHK、2001年）
- 悪女たちのメス（フジテレビ、2011年・2012年）
- 悪党たちは千里を走る（TBS、2016年）
- 悪魔のKISS（フジテレビ、1993年）
- 悪夢ちゃん（日本テレビ、2012年・2014年）
- あぐり（NHK、1997年）
- アゲイン〜ラヴ・ソングをもう一度〜（CBC、1999年）
- 明智小五郎VS金田一耕助（テレビ朝日、2005年）
- 明智探偵事務所（NHK、1972年）
- あこがれ共同隊（TBS、1975年）
- あさが来た（NHK、2015年 - 2016年）
- 浅草ふくまる旅館（TBS、2007年）
- 浅見光彦シリーズ（日本テレビ、1987年 - 1990年/TBS、1994年 - /フジテレビ、1995年）
- 味いちもんめ（テレビ朝日、1995年 - 1996年）
- アシガール（NHK、2017年）
- 明日を抱きしめて（日本テレビ、2000年）
- あしたがあるから（TBS、1991年）
- 明日があるさ（日本テレビ、2001年）
- あした天気になあれ。（日本テレビ、2003年）
- あしたの、喜多善男〜世界一不運な男の、奇跡の11日間〜（関西テレビ、2008年）
- 明日はだいじょうぶ（関西テレビ、1996年）
- あすか（NHK、1999年 - 2000年）
- アストロ球団（テレビ朝日、2005年）
- あすなろ白書（フジテレビ、1993年）
- 新しい風（TBS、2004年）
- アタシんちの男子（フジテレビ、2009年）
- 頭に来てもアホとは戦うな!（日本テレビ、2019年）
- アタックNo.1（テレビ朝日、2005年）
- ATARU（TBS、2012年）
  - ATARU スペシャル〜ニューヨークからの挑戦状!!〜（TBS、2013年）
- アットホーム・ダッド（関西テレビ、2004年）
- アトムの童（TBS、2022年）
- 天晴れ夜十郎（NHK、1996年 - 1997年）
- 篤姫（NHK、2008年）
- アテンションプリーズ（TBS、1970年 - 1971年/フジテレビ、2006年）
- アナウンサーぷっつん物語（フジテレビ、1987年）
- アナザヘブンeclipse（テレビ朝日、2000年）
- あなただけ見えない（フジテレビ、1992年）
- あなたの人生お運びします!（TBS、2003年）
- あなたの隣に誰かいる（フジテレビ、2003年）
- あなたの番です（日本テレビ、2019年）
- anego（日本テレビ、2005年）
- あの夏に抱かれたい（日本テレビ、1989年）
- あの日に帰りたい（フジテレビ、1993年）
- あの日の僕をさがして（TBS、1992年）
- あぶない刑事（日本テレビ、1986年 - 1987年）
  - もっとあぶない刑事（1988年 - 1989年）
- あぶない雑居カップル（テレビ朝日、1988年）
- あぶない放課後（テレビ朝日、1999年）
- アフリカの夜（フジテレビ、1999年）
- アベレイジ（フジテレビ、2008年）
- 甘辛しゃん（NHK、1997年 - 1998年）
- 甘い結婚（フジテレビ、1998年）
- 主に泣いてます（フジテレビ）
- 甘い生活。（日本テレビ、2001年）
- あまえないでヨ!（フジテレビ、1987年）
- あまちゃん（NHK、2013年）
- 鮎のうた（NHK、1979年 - 1980年）
- A LIFE〜愛しき人〜（TBS、2017年）
- アライブ がん専門医のカルテ（フジテレビ、2020年）
- 嵐の中の愛のように（読売テレビ、1993年）
- アリエスの乙女たち（フジテレビ、1987年）
- ありがとう（TBS、1970年、1972年 - 1975年）
- ありがとう、オカン（関西テレビ、2008年）
- アリスの棘（TBS、2014年）
- アリよさらば（TBS、1994年）
- アルジャーノンに花束を（関西テレビ、2002年/TBS、2015年）
- ある日、嵐のように（NHK、2001年）
- アンサング・シンデレラ 病院薬剤師の処方箋 （フジテレビ、2020年）
- アンタッチャブル〜事件記者・鳴海遼子〜（テレビ朝日、2009年）
- アンティーク 〜西洋骨董洋菓子店〜（フジテレビ、2001年）
- 安堂ロイド〜A.I. knows LOVE?〜（TBS、2013年）
- アンナさんのおまめ（テレビ朝日、2006年）
- アンナチュラル（TBS、2018年）
- アンフェア（関西テレビ、2006年）
  - ダブル・ミーニング Yes or No?
- 安楽椅子探偵シリーズ（朝日放送、1999年 - 2006年）

#### い
- いい日旅立ち〜4つの卒業〜（関西テレビ、1996年）
- いつまでも白い羽根(東海テレビ)
- いいひと。（関西テレビ、1997年）
- イヴ（フジテレビ、1997年）
- 家なき子（日本テレビ、1994年 - 1995年）
- イエローカード（TBS、1993年）
- 嫁かず出もどり小姑（フジテレビ、1981年-1982年）
- 異議あり!女弁護士大岡法江（テレビ朝日、2004年）
- イグアナの娘（テレビ朝日、1996年）
- いけない女子高物語（日本テレビ、1990年）
- 池中玄太80キロ（日本テレビ、1980年、1981年、1989年、1992年）
- 池袋ウエストゲートパーク（TBS、2000年）
- 遺産争族（テレビ朝日、2015年）
- 一休さん（フジテレビ）
- イタズラなKiss（テレビ朝日、1996年）
- 板橋マダムス（フジテレビ、1998年）
- 1リットルの涙（フジテレビ、2005年）
- いちご白書（テレビ朝日、1993年）
- 1年B組新八先生（TBS、1980年）
- いちばん大切なひと（TBS、1997年）
- 1ポンドの福音（日本テレビ、2008年）
- いつかこの恋を思い出してきっと泣いてしまう（フジテレビ、2016年）
- 今からあなたを脅迫します（日本テレビ）
- いつか好きだと言って（TBS、1993年）
- インハンド（TBS、2019年）
- いつか誰かと朝帰りッ（フジテレビ、1990年）
- 一千兆円の身代金（フジテレビ）
- いつかまた逢える（フジテレビ、1995年）
- いつも心に太陽を（TBS、1994年）
- 一瞬の風になれ（フジテレビ）
- いつも誰かに恋してるッ（フジテレビ、1990年）
- イロドリヒムラ（TBS）
- いつもふたりで（フジテレビ、2003年）
- いとこ同志（日本テレビ、1992年）
- 愛し君へ（フジテレビ、2004年）
- 犬神家の一族（フジテレビ、2018年）
- 愛しの刑事（テレビ朝日、1992年）
- いのちのいろえんぴつ（テレビ朝日）
- 犬飼さんちの犬（東名阪ネット6他主要地方局、2011年）
- If もしも（フジテレビ、1993年）
- 美男ですね（TBS）
- いま、会いにゆきます（TBS、2005年）
- イマジン（関西テレビ、2000年）
- 生きてるだけでなんくるないさ（日本テレビ）
- 妹よ（フジテレビ、1994年）
- 芋たこなんきん（NHK、2006年 - 2007年）
- 犬を飼うということ〜スカイと我が家の180日〜（テレビ朝日）
- 医龍（フジテレビ、2006年）
- いろはにほへと（KRT、1959年）
- 家売るオンナ（日本テレビ、2016年）
  - 家売るオンナの逆襲
- 遺留捜査（テレビ朝日）
- いだてん〜東京オリムピック噺〜（NHK）
- イノセンス 冤罪弁護士（日本テレビ）

#### う
- ヴァンサンカン・結婚（フジテレビ、1991年）
- 美しい隣人（関西テレビ）
- ヴァンパイアホスト（テレビ東京、2004年）
- WITH LOVE（フジテレビ、1998年）
- ウーマンドリーム（関西テレビ、1992年）
- 歌姫（TBS、2007年）
- ウォーターボーイズ（フジテレビ、2003年）
- 上を向いて歩こう!（フジテレビ、1994年）
- WATER BOYS（フジテレビ、2003年 - 2004年）
- 魚心あれば嫁心（テレビ東京、1998年）
- ウソコイ（関西テレビ、2001年）
- 嘘つきは夫婦のはじまり（日本テレビ、1993年）
- 海の上の診療所（フジテレビ）
- 嘘でもいいから（読売テレビ、1993年）
- 牛に願いを Love&Farm（関西テレビ、2007年）
- 歌のおにいさん（テレビ朝日、2009年）
- 部屋（うち）においでよ（TBS、1995年）
- ウチの夫は仕事ができない（日本テレビ、2017年）
- うちの子にかぎって…（TBS、1984年、1985年）
- うちの母ですが…（テレビ朝日、1995年）
- 美しい嘘つけますか（テレビ朝日、1990年）
- 美しい人（TBS、1999年）
- 生まれる。（TBS）
- 美しい罠（東海テレビ、2006年）
- 美しきチャレンジャー（TBS、1971年）
- うぬぼれ刑事（TBS）
- 海猿（NHK、2002年 - 2003年）（フジテレビ、2005年）
- 海風をつかまえて（テレビ東京、1991年）
- ウェルかめ（NHK）
- 海は甦える（TBS、1977年）
- ウルトラマン
  - ウルトラマンメビウス
  - ウルトラマンダイナ
  - ウルトラマンR/B
  - ウルトラマンコスモス
  - ウルトラQ dark fantasy
  - ウルトラマンマックス
  - ネオ・ウルトラQ
  - ウルトラマンギンガ
  - ウルトラマンギンガS
  - ウルトラマンゼロ THE CHRONICLE
  - ウルトラマン列伝
  - ウルトラセブン
  - ウルトラQ
  - ウルトラマンG
  - ウルトラマン80
  - ウルトラマンA
  - ウルトラゼロファイト
  - ウルトラマンX
  - 帰ってきたウルトラマン
  - ウルトラマンパワード
  - 新ウルトラマン列伝
  - ウルトラマンタイガ
  - ウルトラマンジード
  - ウルトラマン ニュージェネレーションクロニクル
  - ウルトラマンタロウ
  - ウルトラギャラクシー大怪獣バトル
  - ウルトラギャラクシー大怪獣バトル NEVER ENDING ODYSSEY
  - ULTRASEVEN X
  - ウルトラマンガイア
  - ウルトラマンネクサス
  - ウルトラゾーン
  - ウルトラマンオーブ
  - ウルトラマンオーブ THE CHRONICLE
  - ウルトラマンレオ
  - ウルトラマンティガ
- 海まで5分（TBS、1998年）
- 噂の刑事トミーとマツ（TBS、1979年）
- 裏刑事-URADEKA-（テレビ朝日、1992年）
- 怨み屋本舗（テレビ東京、2006年）
  - 怨み屋本舗 REBOOT（2009年）
- ウロボロス〜この愛こそ、正義。（TBS、2015年）

#### え
- 永遠の1.8秒（フジテレビ、2007年）
- えなりかずきの少年探偵 事件でござる
- 永遠の仔（日本テレビ、2000年）
- 永遠のニシパ 〜北海道と名付けた男 松浦武四郎〜（NHK）
- H2〜君といた日々（2005年、TBS）
- Age,35 恋しくて（フジテレビ、1996年）
- エイジハラスメント（テレビ朝日、2015年）
- AKBホラーナイト アドレナリンの夜（テレビ朝日、2015年 - 2016年）
  - AKBラブナイト 恋工場（テレビ朝日、2016年）
- エースをねらえ!（テレビ朝日、2004年）
- ST 警視庁科学特捜班（日本テレビ、2013年）
  - ST 赤と白の捜査ファイル（日本テレビ、2014年）
- SP 警視庁警備部警護課第四係（フジテレビ、2007年）
- ADブギ（TBS、1991年）
- エンゼルバンク〜転職代理人（テレビ朝日）
- ADリターンズ（TBS、1992年）
- 江戸川乱歩シリーズ 明智小五郎（東京12チャンネル、1970年）
- 笑顔泣き顔ふくれ顔（フジテレビ、1982年）
- エール（NHK、2020年）
- 笑顔の法則（TBS、2003年）
- S・Hは恋のイニシァル（TBS、1969年）
- S -最後の警官-（TBS、2014年）
- Mの悲劇（TBS、2005年）
- Nのために（TBS、2014年）
- エラいところに嫁いでしまった!（テレビ朝日、2007年）
- 演歌の女王（日本テレビ、2007年）
- エンジン（フジテレビ、2005年）
- エジソンの母（TBS、2008年）

#### お
- オ・ト・ナにして（テレビ朝日、1994年）
- お熱いのがお好き?（日本テレビ、1998年）
- 桜蘭高校ホスト部（TBS）
- 追いかけたいの!（フジテレビ、1988年）
- OLにっぽん（日本テレビ）
- 追いかけて幸せ（CBC、1988年）
- おいしい関係（フジテレビ、1996年）
- 俺の話は長い（日本テレビ）
- おいしいプロポーズ（TBS、2006年）
- 王様のレストラン（フジテレビ、1995年）
- OLヴィジュアル系（テレビ朝日、2000年 - 2001年）
- おいしいごはん 鎌倉・春日井米店（テレビ朝日）
- OL銭道（テレビ朝日、2003年）
- 往診ドクター事件カルテ（テレビ朝日、1992年）
- Oh,My Dad!!（フジテレビ、2013年）
- オーダーメイド〜幸せ色の紳士服店〜（NHK、2004年）
- 俺のスカート、どこ行った?（日本テレビ、2019年）
- オードリー（NHK、2000年 - 2001年）
- お兄ちゃん、ガチャ（日本テレビ）
- オーバー30（CBC、2009年）
- 遅咲きのヒマワリ〜ボクの人生、リニューアル〜（フジテレビ）
- Over Time-オーバー・タイム（フジテレビ、1999年）
- オー!マイ・ガール!!（日本テレビ、2008年）
- おかあさんの生れた家（テレビ朝日、1983年）
- おっさんずラブ（テレビ朝日）
- お金がない!（フジテレビ、1994年）
- 丘の上の向日葵（TBS、1993年）
- 岡部警部シリーズ（フジテレビ）
- おかみ三代女の戦い（TBS、1995年）
- 女将になります!（NHK、2003年）
- 掟上今日子の備忘録（日本テレビ、2015年）
- おくさまは18歳（TBS、1970年 - 1971年）
- 奥さまは魔女（TBS、2004年）
- 億万長者と結婚する方法（日本テレビ、2000年）
- お仕事です!（フジテレビ、1998年）
- おしん（NHK、1983年）
- おせん（日本テレビ、2008年）
- おそ松くん（フジテレビ、1985年）
- おそるべしっっ!!!音無可憐さん（テレビ朝日、1998年）
- お台場湾岸テレビ（フジテレビ、2006年）
- お玉・幸造夫婦です（読売テレビ、1994年）
- お茶の間（読売テレビ、1993年）
- おちゃべり（毎日放送、2009年）
- 夫が戻る日（フジテレビ、1987年）
- おていちゃん（NHK、1977年）
- お天気お姉さん (漫画)（テレビ朝日、1997年）
- お父さん（日本テレビ、1990年）
- おんな城主 直虎（NHK）
- おとうさん（TBS、2002年）
- お父さんは心配症（テレビ朝日、1994年）
- 男嫌い（TBS、1994年）
- 奥様は、取り扱い注意（日本テレビ）
- 男たちの旅路（NHK、1976年 - 1982年）
- お前はまだグンマを知らない(日本テレビ)
- 男について（TBS、1990年）
- 大奥（フジテレビ）
- オトコの居場所（TBS、1994年）
- オトコの子育て（テレビ朝日、2007年）
- 男はいらない（読売テレビ、1994年）
- 男はつらいよ（フジテレビ、1968年 - 1969年）
- オトナの男（TBS、1997年）
- 大人のキス（日本テレビ、1993年）
- おとなの選択（TBS、1992年）
- おとなの夏休み（日本テレビ、2005年）
- 大人は判ってくれない（フジテレビ）
- 踊る大捜査線（フジテレビ、1997年）
  - 逃亡者 木島丈一郎
  - 踊る大捜査線 歳末特別警戒スペシャル
- お兄ちゃんの選択（TBS、1994年）
- 鬼の棲家（フジテレビ、1999年）
- お入学（NHK、1987年）
- 鬼ユリ校長、走る!（関西テレビ、1994年）
- 鬼嫁日記（関西テレビ、2005年）
  - 鬼嫁日記 いい湯だな（2007年）
- お姉さんの朝帰り（テレビ朝日、1994年）
- お願いダーリン!（フジテレビ、1993年）
- 温泉 (秘) 大作戦（テレビ朝日）
- お願いデーモン!（フジテレビ、1993年）
- おはなはん（NHK、1966年 - 1967年）
- お・ばんざい!（毎日放送、2007年）
- おひさま（NHK、2011年）
- おヒマなら来てよネ!（フジテレビ、1987年）
- お坊っチャマにはわかるまい!（TBS、1986年）
- お見合い結婚（フジテレビ、2000年）
- お水の花道（フジテレビ、1999年）
  - 新・お水の花道（2001年）
- おみやさん（テレビ朝日）
- 想い出にかわるまで（TBS、1990年）
- 女の勲章（フジテレビ）
- 想い出づくり。（TBS、1981年）
- 親子ゲーム（TBS、1986年）
- お母さん、娘をやめていいですか?
- 親子ジグザグ（TBS、1987年）
- 親子ウォーズ（TBS、1988年）
- オヤジぃ。（TBS、2000）
- おやじの背中（TBS、2014年）
- 親父がくれた秘密〜下荒井5兄弟の帰郷〜（テレビ東京、2012年）
- オレゴンから愛（フジテレビ、1984年）
- 俺たちに明日は来るのか（TBS、1991年）
- おかしな刑事（テレビ朝日）
- 俺たちに気をつけろ。（日本テレビ、1996年）
- オレたちのオーレ!（毎日放送、1993年）
- 俺たちの朝（日本テレビ、1976年 - 1977年）
- お天気お姉さん（テレビ朝日、2013年）
- 俺たちの勲章（日本テレビ、1975年）
- 俺たちの旅（日本テレビ、1975年 - 1976年）
- オルトロスの犬（TBS）
- 俺たちの祭（日本テレビ、1977年）
- 俺たちは天使だ!（日本テレビ、1979年）
- 俺たちルーキーコップ（TBS、1992年）
- おれはO型・牡羊座（日本テレビ、1994年）
- オレンジデイズ（TBS、2004年）
- 終らない夏（日本テレビ、1995年）
- 温泉へ行こう
- ON 異常犯罪捜査官・藤堂比奈子（フジテレビ）
- 女キャスター物語（テレビ東京、1990年）
- 女教師（テレビ朝日、1998年）
- 女検事の事件ファイル（テレビ朝日、1993年）
- 女事件記者立花圭子（テレビ朝日、1992年）
- 女刑事みずき〜京都洛西署物語〜（テレビ朝日、2005年）
- 女と味噌汁（TBS、1965年 - 1980年）
- 女の言い分（TBS、1994年）
- 女の敵は男の敵（テレビ朝日、1990年）
- おんなは度胸（NHK、1992年）
- オンリー・ユー〜愛されて〜（読売テレビ、1996年）
- 温泉若おかみの殺人推理（テレビ朝日）
- お助け屋☆陣八（日本テレビ）
- 表参道高校合唱部（TBS）
- オリエント急行殺人事件（フジテレビ）
- 親孝行プレイ  (関西テレビ、2008年)

### か行

#### か
- 海岸物語 昔みたいに…（TBS、1988年）
- 怪物くん（日本テレビ、2010年）
- 怪奇大家族（テレビ東京、2004年）
- 家族狩り（TBS）
- 外事警察（NHK、2009年）
- カノジョは嘘を愛しすぎてる サイドストーリー 〜ボクとカノジョが出会う前の物語〜（フジテレビ）
- 怪人二十面相 (1977年のテレビドラマ)（フジテレビ、1977年）
  - 怪人二十面相と少年探偵団（関西テレビ、1983年）
  - 怪人二十面相と少年探偵団II（関西テレビ、1984年）
- 海図のない旅（NHK、2002年）
- 怪盗 山猫（日本テレビ）
- 怪盗ロワイヤル（TBS）
- カインとアベル（フジテレビ、2016年）
- 顔（フジテレビ、2003年）
- 薫は少女（テレビ朝日、1982年）
- 傘をもたない蟻たちは（フジテレビ）
- 鏡は眠らない（NHK、1997年）
- 仮面ティーチャー（日本テレビ）
- 輝く季節の中で（フジテレビ、1995年）
- 輝け隣太郎（TBS、1995年）
- 鍵のかかった部屋（フジテレビ）
- がきんちょ〜リターン・キッズ〜（毎日放送、2006年）
- 神楽坂署生活安全課
- かけおち通り（TBS、1988年）
- カケオチのススメ（テレビ朝日、1995年）
- 駆け込みビル7号室（フジテレビ、1979年）
- 崖っぷちホテル（日本テレビ）
- 家栽の人（TBS、1993年）
- カサブランカ物語 怪盗に口づけを!（テレビ東京、1990年）
- 家政婦は見た!（テレビ朝日、1997年）
- 幽かな彼女（フジテレビ）
- 家政婦のミタ（日本テレビ、2011年）
- 風の刑事・東京発!（テレビ朝日、1995年）
- カーネーション（NHK）
- 風の隼人（NHK、1979年 - 1980年）
- 確証〜警視庁捜査3課
- 風のハルカ（NHK、2005年 - 2006年）
- 風の行方（フジテレビ、1999年）
- 科捜研の女（テレビ朝日、1999年 - 2002年、2009年 - ）
  - 新・科捜研の女（テレビ朝日、2005年）
- 家族A（TBS、1994年）
- 家族ゲーム（テレビ朝日、1982年/TBS、1983年/フジテレビ、2013年）
  - 家族ゲームII（TBS、1984年）
- 家族注意報!（NHK、1996年）
- 神の雫（日本テレビ）
- 家族〜妻の不在・夫の存在〜（朝日放送・テレビ朝日、2006年）
- 家族のうた（フジテレビ、2012年）
- 肩ごしの恋人（TBS、2007年）
- ガチバカ!（TBS、2006年）
- 課長サンの厄年（TBS、1993年）
- 課長島耕作（フジテレビ、1993年 - 1998年）
- ガッコの先生（TBS）
- 学校があぶない（TBS、1992年）
- 学校へ行こう!（フジテレビ、1991年）
- がっぱ先生! (日本テレビ)
- 学校のカイダン（日本テレビ、2015年）
- 彼女が死んじゃった。（日本テレビ、2004年）
- 鴨、京都へ行く。-老舗旅館の女将日記-（フジテレビ）
- 彼女たちの結婚（フジテレビ、1997年
- 監察医 朝顔（フジテレビ、2019年）
- 彼女たちの時代（フジテレビ、1999年）
- 彼女の嫌いな彼女（読売テレビ、1993年）
- カバチタレ!（フジテレビ、2001年）
- 我慢できない!（関西テレビ、1995年）
- 神様のいたずら（関西テレビ、2000年）
- 神の舌を持つ男（TBS、2016年）
- 仮面ライダーシリーズ
  - 仮面ライダー鎧武/ガイム
  - 仮面ライダー
  - 仮面ライダーウィザード
  - 仮面ライダーV3
  - 仮面ライダースーパー1
  - 仮面ライダーX
  - 仮面ライダーディケイド
  - 仮面ライダー電王
  - 仮面ライダーゴースト
  - 全員集合!7人の仮面ライダー!!
  - 仮面ライダーカブト
  - 10号誕生!仮面ライダー全員集合!!
  - 仮面ライダービルド
  - 仮面ライダー響鬼
  - 仮面ライダーゼロワン
  - 仮面ライダーフォーゼ
  - 仮面ライダーキバ
  - これが仮面ライダーBLACKだ!
  - 仮面ライダーアマゾン
  - 仮面ライダー剣
  - 仮面ライダードライブ
  - 仮面ライダー555
  - 仮面ライダーストロンガー
  - 仮面ライダー龍騎
  - 仮面ライダー1号〜RX大集合
  - 仮面ライダーアギト
  - 仮面ライダーW
  - 仮面ライダージオウ
  - 仮面ライダーオーズ/OOO
  - 仮面ライダーBLACK
  - 仮面ライダーBLACK RX
  - 仮面ライダークウガ
  - 仮面ライダーエグゼイド
- 神様、もう少しだけ（フジテレビ、1998年）
- カミさんなんかこわくない（TBS、1998年）
- 家政夫のミタゾノ（テレビ朝日）
- カミさんの悪口（TBS、1993年-1995年）
- 神はサイコロを振らない（日本テレビ、2006年）
- カミング・ホーム（TBS、1994年）
- 仮面の女（TBS、1998年）
- 硝子のかけらたち（TBS、1996年）
- ガラスの仮面（テレビ朝日、1997年 - 1999年）
- 母さん、俺は大丈夫（日本テレビ）
- ガラスの靴（日本テレビ、1997年）
- ガリレオ（フジテレビ、2007年）
  - ガリレオ 第2シーズン
- かりん（NHK、1993年）
- かるたクイーン（NHK、2003年）
- 華麗なる一族（毎日放送、1974年）
  - 華麗なる一族（TBS、2007年）
- 華麗なる刑事（フジテレビ、1977年）
- 華麗なるスパイ（日本テレビ）
- 彼と彼女の事情（テレビ朝日、1994年）
- 川は泣いている（テレビ朝日、1990年）
- 歓迎!ダンジキ御一行様（日本テレビ、2001年）
- 歓喜の歌（北海道テレビ、2008年）
- 冠婚葬祭部長（TBS、1996年）
- 簡単なお仕事です。に応募してみた（日本テレビ、2019年）
- 乾杯戦士アフターV（東名阪ネット6、5いっしょ3ちゃんねる、2014年4月-2014年6月、2015年7月-2015年9月）
- がんばっていきまっしょい（関西テレビ、2005年）
- がんばれ!TEAM NACS（WOWOW、2021年）
- カンナさーん!（TBS、2017年）
- 監獄のお姫さま（TBS）
- ガードセンター24 広域警備指令室（日本テレビ）

#### き
- キイハンター（TBS、1968年 - 1973年）
- 消えた初恋（テレビ朝日、2021年）
- 傷だらけの天使（日本テレビ、1974年 - 1975年）
- きみが心に棲みついた（TBS）
- 傷だらけのラブソング（関西テレビ、2001年）
- 奇跡の人（読売テレビ、1998年）
- 絆のペダル（日本テレビ、2019年）
- 奇跡のロマンス（日本テレビ、1996年）
- 季節はずれの海岸物語（フジテレビ、1988年 - 1994年）
- 危険なアネキ（フジテレビ、2005年）
- 義母と娘のブルース（TBS、2018年）
- 危険な関係 (1999年のテレビドラマ)（フジテレビ、1999年）
  - 危険な関係 (2005年のテレビドラマ)（東海テレビ、2005年）
- 菊次郎とさき（テレビ朝日、2003年、2005年、2007年）
- 菊亭八百善の人びと（NHK、2004年）
- 偽装の夫婦（日本テレビ、2015年）
- 貴族探偵（フジテレビ、2017年）
- 偽装不倫（日本テレビ、2019年）
- キツイ奴ら（TBS、1989年）
- きっと誰かに逢うために（テレビ東京、1996年）
- 気になる嫁さん（日本テレビ、1971年 - 1972年）
- きのうの敵は今日も敵（TBS、1995年）
  - 昨日の敵は今日の友（NHK、2000年）
  - 昨日の友は今日の敵?（NHK、2004年）
- 君がくれた夏 〜がんばれば、幸せになれるよ〜（日本テレビ）
- 昨日の私にサヨナラを（テレビ東京、1992年）
- ギフト（フジテレビ、1997年）
- 木更津キャッツアイ（TBS、2002年）
- 岸辺のアルバム（TBS、1977年）
- 北の国から（フジテレビ、1981年 - 2002年）
- キッズ・ウォー（CBC、1999年 - 2003年）
- 気まぐれ天使（日本テレビ、1976年 - 1977年）
- 気まぐれ本格派（日本テレビ、1977年 - 1978年）
- 君を想うより君に逢いたい（関西テレビ、1995年）
- 緊急取調室（テレビ朝日）
- 君が教えてくれたこと（TBS、2000年）
- 今日から俺は!!（日本テレビ、2019年）
- 君が想い出になる前に（関西テレビ、2004年）
- 君が人生の時（TBS、1997年）
- 君が見えない（関西テレビ、1994年）
- 君だけに愛を（日本テレビ、1991年）
- 君といた夏（フジテレビ、1994年）
- 君といた未来のために 〜I'll be back〜（日本テレビ 1999年）
- 君と出逢ってから（TBS、1996年）
- 君に捧げるエンブレム（フジテレビ）
- きみの知らないところで世界は動く（NHK、2006年）
- 君のためにできること（フジテレビ、1992年）
- 君の手がささやいている（テレビ朝日、1997年 - 2001年）
- 君の名は（NHK、1991年 - 1992年）
- 君の瞳をタイホする!（フジテレビ、1988年）
- 99.9-刑事専門弁護士-（TBS、2016年、2018年）
- 君の瞳に恋してる!（フジテレビ、1989年）
- きみはペット（TBS、2003年）
  - きみはペット（2017年）
- 奇妙な出来事（フジテレビ、1989年-1990年）
- 義務と演技（TBS、1996年）
- 決めろ!フィニッシュ（TBS、1972年）
- キモチいい恋したい!（フジテレビ、1990年）
- 肝っ玉かあさん（TBS、1968年 - 1972年）
- キャリア〜掟破りの警察署長〜（フジテレビ、2016年）
- ギャルサー（日本テレビ、2006年）
- キャンパスノート（TBS、1996年）
- 救急ハート治療室（関西テレビ、1999年）
- 99年の愛〜JAPANESE AMERICANS〜（TBS、2010年）
- QP（日本テレビ、2011年）
- 救命病棟24時（フジテレビ、1999年、2001年、2005年、2009年）
- 教師夏休み物語（日本テレビ、1992年）
- 教師びんびん物語（フジテレビ、1988年、1989年）
- 教習所物語（TBS、1999年・2000年）
- 協奏曲（TBS、1996年）
- 今日の日はさようなら（日本テレビ）
- 京、ふたり（NHK、1990年）
- 京都シリーズ（テレビ朝日系）
  - 京都殺人案内（朝日放送、1979年 - 2010年）
  - 京都始末屋事件ファイル（テレビ朝日）
  - 京都迷宮案内（テレビ朝日、1999年 - 2008年）
  - 京都潜入捜査官 THE SLIPPERS（テレビ朝日、2000年）
  - 京都地検の女（テレビ朝日、2003年・2005年 - 2007年・2009年・2010年 - 2013年）
  - 京都南署鑑識ファイル（テレビ朝日）
  - 京都マル秘指令 ザ新選組（朝日放送、1984年）
  - 京都妖怪地図（朝日放送、1980年 - 1994年）
- 教場（フジテレビ、2020年）
- 共犯者（日本テレビ、2003年）
- キライじゃないぜ（TBS、1992年）
- ギラギラ（朝日放送・テレビ朝日、2008年）

近キョリ恋愛〜Season Zero〜（日本テレビ）
- きらきら研修医（TBS、2007年）
- きらきらひかる（フジテレビ、1998年）
- ギンザの恋（読売テレビ、2002年）
- 嫌われ松子の一生（TBS、2006年）
- 嫌われる勇気（フジテレビ）
- 禁じられた遊び（読売テレビ、1995年）
- 禁じられたマリコ（TBS、1985年 - 1986年）
- 金田一少年の事件簿（日本テレビ）
  - 金田一少年の事件簿 (堂本剛のテレビドラマ)（1995年 - 1996年）
  - 金田一少年の事件簿 (松本潤のテレビドラマ)（2001年）
  - 金田一少年の事件簿 (亀梨和也のテレビドラマ)（2005年）
  - 金田一少年の事件簿 (山田涼介のテレビドラマ)（2013年 - 14年）
  - 金田一少年の事件簿 (道枝駿佑のテレビドラマ)（2022年）
- 禁断の果実（日本テレビ、1994年）
- 金のたまご（TBS、1997年）
- 金メダルへのターン!（フジテレビ、1970年 - 1971年）
- 銀狼怪奇ファイル（日本テレビ、1996年）
- 金曜日には花を買って（TBS、1986年 - 1987年）
- 麒麟がくる（NHK、2020年）
- 金曜日の妻たちへ（TBS、1983年・1984年・1985年）
- 金曜日の恋人たちへ（TBS、2000年）
- きのう何食べた?（テレビ東京）
- きょうは会社休みます（日本テレビ）
- 金田一耕助VS明智小五郎（フジテレビ）

#### く
- グッド・ドクター（フジテレビ、2018年）
- QUIZ（TBS、2000年）
- 喰いタン（日本テレビ、2006年、2007年）
- グッドモーニング（フジテレビ、1994年）
- 黒薔薇 刑事課強行犯係 神木恭子(テレビ朝日)
- グッドラック（日本テレビ、1996年）
- GOOD LUCK!!（TBS、2003年）
- グッドワイフ（TBS、2019年）
- クレオパトラな女たち（日本テレビ）
- 名探偵コナン 工藤新一への挑戦〜さよならまでの序章（プロローグ）〜
- クニさんちの魔女たち（テレビ朝日、1994年）
- グ・ラ・メ!〜総理の料理番〜(テレビ朝日)
- クニミツの政（関西テレビ、2003年）
- 雲の上の青い空（NHK、1997年）
- 黒服物語（テレビ朝日）
- CRISIS 公安機動捜査隊特捜班（関西テレビ、2017年）
- くらやみ五段（NET、1965 - 1966年）
- グランメゾン東京（TBS、2019年）
- クリスマス・イヴ（TBS、1990年）
- 黒崎くんの言いなりになんてならない（日本テレビ）
- クリスマスキス〜イブに逢いましょう（テレビ東京、1995年）
- 黒の女教師（TBS）
- Xmasなんて大嫌い（日本テレビ、2004年）
- X'smap〜虎とライオンと五人の男〜（フジテレビ）
- クルクルくりん（フジテレビ、1984年）
- 軍師官兵衛（NHK）
- くれなゐ（毎日放送、1984年・読売テレビ、1998年）
- 車イスで僕は空を飛ぶ（日本テレビ）
- クロユリ団地〜序章〜（TBS）
- 黒い太陽（テレビ朝日、2006年）
- クロサギ（TBS、2006年）
- 黒革の手帖（テレビ朝日、1982年 ほか多数）
- クロコーチ（TBS）

#### け
- 刑事☆イチロー（TBS、2003年）
- 元禄繚乱（NHK）
- 刑事追う!（テレビ東京、1996年）
- 警部補・碓氷弘一（テレビ朝日）
- 刑事くん（TBS、1971年 - 1976年）
- 結婚に一番近くて遠い女
- 刑事バレリーノ（日本テレビ）
- 検事・悪玉
- 刑事犬カール（TBS、1977年 - 1978年）
- 刑事ゼロ（テレビ朝日、2019年）
- 警視-K（日本テレビ、1980年）
- 警視庁鑑識班（日本テレビ、1996年 - ）
- 健康で文化的な最低限度の生活（フジテレビ）
- 警視庁殺人課（テレビ朝日、1981年）
- ケイジとケンジ〜所轄と地検の24時〜(2020年、テレビ朝日)
- 警視庁捜査一課9係（テレビ朝日、2006年）
  - 新・警視庁捜査一課9係
  - 特捜9
- 警視庁 ナシゴレン課（テレビ朝日、2016年）
- 警視庁ゼロ係〜生活安全課なんでも相談室〜
  - FIRST SEASON（テレビ東京、2016年）
  - SECOND SEASON（テレビ東京、2017年）
  - THIRD SEASON（テレビ東京、2018年）
  - SEASON4 （テレビ東京、2019年）
- 芸者小春の華麗な冒険（テレビ朝日、1991年）
- ケイゾク（TBS、1999年）
- ケータイ刑事 銭形シリーズ（BS-i）
  - ケータイ刑事 銭形愛（2002年 - 2003年）
  - ケータイ刑事 銭形舞（2003年）
  - ケータイ刑事 銭形泪（2004年）
  - ケータイ刑事 銭形零（2004年 - 2005年）
  - ケータイ刑事 銭形雷（2006年）
  - ケータイ刑事 銭形海（2007年）
- ゲームの達人（NHK、2000年）
- 契約結婚（東海テレビ、2005年）
- 決してマネしないでください。（NHK）（2019年）
- 外科医有森冴子（日本テレビ、1990年、1992年ほか）
- 外科医・夏目三四郎（テレビ朝日、1998年）
- 外科医柊又三郎（テレビ朝日、1995年、1996年）
- 汚れた舌（TBS、2005年）
- 劇団演技者。（フジテレビ、2004年 - ）
- ゲゲゲの女房（NHK、2010年）
- 血液型別 オンナが結婚する方法♪（フジテレビ）
- 月下の棋士（テレビ朝日、2000年）
- 結婚したい男たち（TBS、1991年）
- 結婚しないかもしれない症候群（日本テレビ、1991年）
- 結婚しようよ（TBS、1996年）
- 結婚できない男（関西テレビ、2006年）
  - まだ結婚できない男（2019年）
- 結婚泥棒（NHK、2002年）
- 結婚の理想と現実（フジテレビ、1991年）
- 結婚披露宴〜人生最悪の3時間〜（フジテレビ、2006年）
- 煙の王様（TBS、1962年）
- けものみち（テレビ朝日、2006年）
- 下剋上受験（TBS、2017年）
- ケンちゃんシリーズ（TBS、1969年 - 1982年）
- 研修医なな子（テレビ朝日、1997年）
- 検事・若浦葉子（日本テレビ、1991年）
- 賢者の贈り物（広島ホームテレビ、2001年）
- 検事・朝日奈耀子（テレビ朝日）

#### こ
- 恋がしたい恋がしたい恋がしたい（TBS、2001年）
- 恋して悪魔〜ヴァンパイア☆ボーイ〜（関西テレビ、2009年）
- 恋するキムチ（NHK、2011年）
- 恋する!?キャバ嬢（テレビ東京、2006年）
- 恋する京都（NHK、2004年）
- 恋するトップレディ（フジテレビ、2002年）
- 恋する日曜日シリーズ（BS－i、2002年 - 2006年）
- 恋です!〜ヤンキー君と白杖ガール〜（日本テレビ、2021年）
- 恋仲（フジテレビ、2015年）
- 恋におちたら〜僕の成功の秘密〜（フジテレビ、2005年）
- 仔犬のワルツ（日本テレビ、2004年）
- 恋の片道切符（日本テレビ、1997年）
- 恋の神様（TBS、2000年）
- 恋の時間（TBS、2005年）
- 恋のためらい（TBS、1997年）
- 恋ノチカラ（フジテレビ、2002年）
- 恋のバカンス（日本テレビ、1997年）
- 恋のパラダイス（フジテレビ、1990年）
- 恋はあせらず（フジテレビ、1998年）
- 恋はつづくよどこまでも（TBS、2020年）
- 恋は翼にのって（テレビ東京、1992年）
- 恋人よ（フジテレビ、1995年）
- 恋人をつくる100の方法（テレビ朝日、1995年）
- こいまち（関西テレビ、1999年）
- 恋も2度目なら（日本テレビ、1995年）
- 高円寺純情商店街（テレビ朝日、1990年）
- 高原へいらっしゃい（TBS、2003年）
- 高校教師（東京12ch、1974年）
  - 高校教師（TBS、1993年）
  - 高校教師（2003年）
- 高校聖夫婦（TBS、1983年）
- 高校生レストラン（日本テレビ、2011年）
- 高校入試（フジテレビ）
- 交渉人〜THE NEGOTIATOR〜（テレビ朝日）
- コウノドリ（TBS）
- 江〜姫たちの戦国〜（NHK）
- 幸福の王子（日本テレビ、2003年）
- 幸福の予感（フジテレビ、1996年）
- 功名が辻（NHK）
- ご縁ハンター（NHK）
- ゴーイング マイ ホーム（関西テレビ）
- GO!GOスカイヤー（フジテレビ、1973年）
  - GOGO! チアガール（TBS、1980年 - 1981年）
  - GO!GO!HEAVEN!（テレビ東京、2005年）
- コーチ（フジテレビ、1996年）
- コード・ブルー -ドクターヘリ緊急救命-（フジテレビ、2008年 - 2009、2010年、2017年）
- 凍りつく夏（読売テレビ、1998年）
- ゴールデンボウル（日本テレビ、2002年）
- GOLD（フジテレビ）
- 極悪がんぼ（フジテレビ）
- ごくせん（日本テレビ、2002年 - 2003年、2005年、2008年 - 2009年）
- 心（TBS、1980年 - 1981年）
- こころ（NHK、2003年）
- 心がポキッとね（フジテレビ）
- 後妻業（関西テレビ）
- 5→9〜私に恋したお坊さん〜（フジテレビ）
- 越路吹雪物語
- 59番目のプロポーズ
- 孤食ロボット（日本テレビ）
- ごちそうさん（NHK）
- こちら葛飾区亀有公園前派出所（TBS、2009年）
- こちら本池上署（TBS、2002年 - 2005年）
- コック警部の晩餐会
- 孤独の賭け〜愛しき人よ〜（TBS、2007年）
- 孤独のグルメ（テレビ東京）
  - 孤独のグルメ Season2
  - 孤独のグルメ Season3
  - 孤独のグルメ Season4
  - 孤独のグルメ Season5
  - 孤独のグルメ Season6
  - 孤独のグルメ Season7
  - 孤独のグルメ Season8
  - 孤独のグルメ お正月スペシャル〜真冬の北海道・旭川出張編
  - 孤独のグルメスペシャル! 真夏の東北・宮城出張編
  - 孤独のグルメ大晦日スペシャル 京都・名古屋出張編 生放送でいただきます!
  - 孤独のグルメお正月スペシャル〜井之頭五郎の長い一日
  - 孤独のグルメ 2019大晦日スペシャル 緊急指令!成田～福岡～釜山 弾丸出張編!
- 子供が寝たあとで（日本テレビ、1992年）
- コドモ警察（TBS）
  - コドモ警視
- この愛に生きて（フジテレビ、1994年）
- このこ誰の子?（フジテレビ、1986年 - 1987年）
- この世の果て（フジテレビ、1994年）
- 小早川伸木の恋（フジテレビ、2006年）
- コメットさん（TBS、1967年 - 1968年、1978年 - 1979年）
- ごめん、愛してる（TBS）
- ごめんね青春!（TBS、2014年）
- ゴリラ・警視庁捜査第8班（テレビ朝日、1989年 - 1990年）
- これは経費で落ちません!（NHK）
- 婚外恋愛（テレビ朝日、2002年）
- 婚カツ!（フジテレビ）
- 今週、妻が浮気します（フジテレビ、2007年）
- ゴンゾウ 伝説の刑事（テレビ朝日、2008年）
- CONTROL〜犯罪心理捜査〜（フジテレビ、2011年）
- こんな恋のはなし（フジテレビ、1997年）
- コンビニエンス物語（テレビ東京、1990年）
- コンビにまりあ（CBC、2001年）
- コンフィデンスマンJP（フジテレビ）
- 今夜、宇宙の片隅で（フジテレビ、1998年）
- 今夜ひとりのベッドで（TBS、2005年）

### さ行

#### さ
- 30minutes（テレビ東京、2004年）
  - 30minutes鬼（2005年）
- さぼリーマン甘太郎
- 33分探偵（フジテレビ）
  - 帰ってこさせられた33分探偵
- サービス（日本テレビ、1998年）
- 最高の片想い（フジテレビ、1995年）
- 真田丸（NHK）
- 最高の恋人（テレビ朝日、1995年）
- さばドル（テレビ東京）
- 最高の人生の終り方〜エンディングプランナー〜（TBS）
- サムライ・ハイスクール（日本テレビ）
- 最高の食卓（テレビ朝日、1997年）
- ザ・ミュージックショウ（日本テレビ）
- 最後の恋（TBS、1997年）
- THE QUIZ（日本テレビ）
- 最後の弁護人（日本テレビ、2003年）
- 最後の約束（フジテレビ）
- サイコドクター（日本テレビ、2002年）
- サイコメトラーEIJI（日本テレビ、1997年-2000年）
- 最上の命医  (テレビ東京2011)
- ドラマスペシャル最上の命医(2016年-2019年)

斉藤さん（日本テレビ、2008年・2013年）
- - 斉藤さん2
- 西遊記・西遊記II（日本テレビ、1978年 - 1980年）
  - 西遊記（日本テレビ、1994年）
  - 西遊記（フジテレビ、2006年）
- サインはV（TBS、1969年 - 1970年）
- サバイバル・ウェディング（日本テレビ）
- ザ・ガードマン（TBS、1965年 - 1970年）
- ザ・クイズショウ（日本テレビ、2008年・2009年）
- 佐賀のがばいばあちゃん（フジテレビ、2007年・2010年）
- 先に生まれただけの僕（日本テレビ、2017年）
- さくら（NHK、2002年）
- SUMMER NUDE（フジテレビ）
- 桜からの手紙 〜AKB48 それぞれの卒業物語〜（日本テレビ、2011年）
- 桜咲くまで（毎日放送、2004年）
- さくら心中（フジテレビ、2011年）
- サイレーン 刑事×彼女×完全悪女（フジテレビ）
- さくらももこランド・谷口六三商店（TBS、1993年）
- さくらの親子丼（東海テレビ、フジテレビ）
- ザ・刑事（テレビ朝日、1990年）
- 最高のおもてなし
- サマーレスキュー〜天空の診療所〜（TBS）
- ザ★ゴリラ7（NET、1975年）
- サザエさん（TBS、1965年 - 1967年）
- ザ・シェフ（日本テレビ、1995年）
- 沙粧妙子-最後の事件-（フジテレビ、1995年）
- さすらい刑事旅情編シリーズ（テレビ朝日、1988年 - 1995年）
- 「the TEAM NACS perfect show」〜なんでこんな時に〜（フジテレビNEXT、2014年）
- ザ・ドクター（TBS、1999年）
- the波乗りレストラン（日本テレビ、2008年）
- ザ・ハングマンシリーズ（朝日放送、1980年 - ）
- 櫻子さんの足下には死体が埋まっている（フジテレビ）
- ザ・ボディガード（NET、1974年）
- 最後から二番目の恋（フジテレビ）
  - 最後から二番目の恋 2012秋
  - 続・最後から二番目の恋
- ザ・ワイドショー（日本テレビ、1994年）
- さとうきび畑の唄（TBS、2003年）
- サトラレ（テレビ朝日、2002年）
- Sunny-Side-UP（KBS京都、2005年）
- サプリ（フジテレビ、2006年）
- サボテン・ジャーニー（日本テレビ、2004年）
- Summer Snow（TBS、2000年）
- さよなら、小津先生（フジテレビ、2001年）
- The Partner 〜愛しき百年の友へ〜（TBS）
- さよならをもう一度（フジテレビ、1992年）
- サラリーマン金太郎シリーズ（TBS、1999年 - 2004年）
  - サラリーマン金太郎シリーズ（テレビ朝日、2008年・2010年）
- 猿飛佐助（日本テレビ、1980年）
- 山河燃ゆ（NHK、1984年）
- さんかくはぁと（テレビ朝日、1995年）
- サンキュー先生（テレビ朝日、1980年 - 1981年）
- 三軒目の誘惑（読売テレビ、1994年）
- サムライせんせい（テレビ朝日）
- 三姉妹探偵団（日本テレビ、1998年）
- 35歳の高校生（日本テレビ、2013年）
- 37階の男（日本テレビ、1968年）
- 37歳で医者になった僕〜研修医純情物語〜（フジテレビ）
- 残念な夫。（フジテレビ）
- 財務捜査官 雨宮瑠璃子（TBS）
- 3年A組-今から皆さんは、人質です- （日本テレビ、2019年）
- 3年B組金八先生シリーズ（TBS、1979年 - 1990年・1995年 - 1996年・1998年 - 2002年・2004年 - 2005年・2007年 - 2008年・2011年）
  - 3年B組貫八先生（TBS、1982年 - 1983年）
- 最後の夏休み（日本テレビ）

#### し
- 幸せになりたい!平成嵐山一家（テレビ東京、1992年）
  - 幸せになりたい!（2005年、TBS）
- 幸せになろうよ（フジテレビ）
- シバトラ〜童顔刑事・柴田竹虎〜（フジテレビ）
- 女子的生活（NHK）
- しあわせの決断（フジテレビ、1992年）
- 幸せを急がないで 派遣OL恋物語（テレビ東京、1992年）
- CAとお呼びっ!（日本テレビ、2006年）
- 上流階級 富久丸百貨店外商部（フジテレビ）
- GM〜踊れドクター（TBS、2010年）
- 指定弁護士（テレビ朝日）
- ジイジ〜孫といた夏〜（NHK、2004年）
- GTO（関西テレビ、1998年）
- 新参者
  - 赤い指〜「新参者」加賀恭一郎再び!
- Chef〜三ツ星の給食〜（フジテレビ、2016年）
- ジェラシー（日本テレビ、1993年）
- 塩カルビ（TVKテレビ[1]、KBS京都、2002年）
- しおり伝説〜スター誕生〜（TBS、1999年）
- Sh15uya（テレビ朝日、2005年）
- 私海（フジテレビ、2003年9月26日）
- G線上のあなたと私（2019年）
- 鹿男あをによし（フジテレビ、2008年）
- 視覚探偵 日暮旅人（日本テレビ）
- 屍活師 女王の法医学（フジテレビ、2013年）
- 時間ですよ（TBS、1965年・1970年 - 1990年）
- ジキルとハイド（フジテレビ・東宝、1969年）
- シグナル 長期未解決事件捜査班（関西テレビ）
- 地獄先生ぬ〜べ〜（日本テレビ、2014年）
- 示談交渉人 ゴタ消し（読売テレビ）
- 地獄の沙汰もヨメ次第（TBS、2007年）
- 時空警察（日本テレビ、2001年・2002年・2003年・2004年・2005年）
- 事件・市民の判決（テレビ東京、1996年）
- SHARK（日本テレビ）
  - SHARK〜2nd Season〜
- 時効警察（テレビ朝日、2006年）
  - 帰ってきた時効警察（テレビ朝日、2007年）
  - 時効警察はじめました（テレビ朝日、2019年）
- 静かなるドン（日本テレビ、1994年）
- 下町ロケット（WOWOW、2011年／TBS、2015年・2018年）
- シェアハウスの恋人（日本テレビ）
- 七人の孫（TBS、1964年・1966年）
- 七人の女弁護士（テレビ朝日、1991年・1993年ほか）
- 地味にスゴイ! 校閲ガール・河野悦子（日本テレビ）
  - 地味にスゴイ!DX 校閲ガール・河野悦子（2017年9月20日）
- 7人の女弁護士（テレビ朝日、2006年・2008年）
- 失楽園（日本テレビ、1997年）
- 私鉄沿線97分署（テレビ朝日、1984年）
- 次男次女ひとりっ子物語（TBS、1991年）
- 下北GLORY DAYS（テレビ東京、2006年）
- 失恋ショコラティエ（フジテレビ）
- 下北サンデーズ（テレビ朝日、2006年）
- じゃじゃ馬ならし（フジテレビ、1993年）
- 社長になった若大将（TBS、1992年）
- しゃばけ（フジテレビ）
- しゃぼん玉（フジテレビ、1991年）
- 獣医ドリトル（TBS、2010年）
- 自由の丘に私が残った（テレビ朝日、1990年）
- 週刊 赤川次郎（テレビ東京、2007年）
- 11人もいる!（テレビ朝日、2011年）
- 十字路（NHK、1978年）
- 集団左遷!!（TBS、2019年）
- 17才-at seventeen-（フジテレビ、1994年）
- ジョーカー 許されざる捜査官（フジテレビ）
- 17年目のパパへ（TBS、2001年）
- 十年愛（TBS、1992年）
- 14ヶ月（読売テレビ、2003年）
- 純と愛（NHK、2012年）
- 14才の母（日本テレビ、2006年）
- 熟年離婚（テレビ朝日、2005年）
- 受験の神様（日本テレビ、2007年）
- ジュニア・愛の関係（フジテレビ、1992年）
- 事件救命医〜IMATの奇跡〜(テレビ朝日)
- ジューン・ブライド（TBS、1995年）
- 重要参考人探偵（テレビ朝日）
- 純情きらり（NHK、2006年）
- 就活家族〜きっと、うまくいく〜（テレビ朝日）
- 純ちゃんの応援歌（NHK、1988年）
- 死神くん（テレビ朝日）
- 女医・優〜青空クリニック〜（2004年、フジテレビ）
- 嬢王（テレビ東京、2005年）
- 10の秘密（2020年、フジテレビ）
- 小市民ケーン（フジテレビ、1999年）
- 将太の寿司（フジテレビ、1996年）
- 正塚の婆さん（TBS、1963年）
- 湘南女子寮物語（テレビ朝日、1993年）
- 小児救命（テレビ朝日、2008年）
- 週刊真木よう子（テレビ東京）
- 小児病棟・命の季節（テレビ朝日、1996年）
- 勝利の女神（フジテレビ、1996年）
- 少女に何が起ったか（TBS、1985年）
- ショカツの女 新宿西署 刑事課強行犯係（朝日放送）
- 女王の教室（2005年、日本テレビ）
- 少年時代（2009年、フジテレビ）
- シャーロック アントールドストーリーズ（2019年）
- 少年ドラマシリーズ（NHK、1972年 - 1983年）
- 少年たちシリーズ（NHK、1998年-2002年）
- 昭和四十六年 大久保清の犯罪（TBS、1983年）
- 助教授一色麗子 法医学教室の女（日本テレビ、1991年）
- 職員室（TBS、1997年）
- 食卓から愛をこめて（テレビ東京、1998年）
- 女子アナ。（フジテレビ、2001年）
- 女子刑務所東三号棟（TBS、1998年 - ）
  - 女囚〜塀の中の女たち（TBS、1995年 - 1997年）
- 女子高生!キケンなアルバイト（TBS、1991年）
- ショカツ（関西テレビ、2000年）
- 新宿セブン（テレビ東京）
- ショムニ（フジテレビ、1998年 - 2003年・2013年）
- ショコラ（TBS、2003）
- 冗談じゃない!（TBS、2007年）
- 白鳥麗子でございます!（TBS、1989年 / フジテレビ、1993年）
- 知らなくていいコト（日本テレビ、2020年）
- 私立バカレア高校（日本テレビ）
- 白い影（TBS、2001年）
- 白い滑走路（TBS、1974年）
- 白い巨塔 (1967年のテレビドラマ)（NET、1967年）
  - 白い巨塔 (1978年のテレビドラマ)（フジテレビ、1978年）
  - 白い巨塔 (2003年のテレビドラマ)（フジテレビ、2003年）
- 白い春（関西テレビ、2009年）
- シロでもクロでもない世界で、パンダは笑う。（日本テレビ、2020年）
- 白の条件（関西テレビ、1994年）
- JIN-仁-（TBS、2009年・2011年）
  - JIN-仁- 完結編
- 親愛なる者へ（フジテレビ、1992年）
- 新幹線物語'93夏（TBS、1993年）
- 新幹線'97恋物語（TBS、1997年）
- 新幹線公安官（テレビ朝日、1977年）
- 新空港物語（テレビ朝日、1994年）
- 新婚なり!（TBS、1995年）
- 新宿暴走救急隊（日本テレビ、2000年）
- 親戚たち（フジテレビ、1985年）
- 新選組!（NHK）
- 死役所（2019年、テレビ東京）
- 時代をつくった男 阿久悠物語（日本テレビ）
- シングルス（関西テレビ、1997年）
- 新・人間交差点（NHK、2006年）
- 人生は上々だ（TBS 1995年）
- 人生はフルコース（NHK、2006年）
- シンデレラは眠らない（日本テレビ、2000年）
- じんべえ（フジテレビ、1998年）
- 真・女神転生デビルサマナー（テレビ東京、1997年）
- 深夜にようこそ（TBS、1986年）
- 心霊探偵 八雲（テレビ東京、2006年）
- 13歳のハローワーク（テレビ朝日）
- 新・奇跡の動物園 旭山動物園物語2015〜命のバトン〜（フジテレビ）
- 心療中-in the Room-（日本テレビ）
- 心療内科医・涼子（読売テレビ、1997年）

#### す
- すいか（日本テレビ、2003年）
- スイーツドリーム（TBS、2006年）
- 水曜日の情事（フジテレビ、2001年）
- SUITS/スーツ（フジテレビ、2018年・2020年）
- Sweet Season（TBS、1998年）
- スウィートデビル（テレビ朝日、1998年）
- スターマン・この星の恋（関西テレビ、フジテレビ）
- スウィート・ホーム（TBS、1994年）
- 水球ヤンキース（フジテレビ）
- スーパーサラリーマン左江内氏（日本テレビ、201
- スープカレー（北海道放送・TBS、2012年）
- 数学♥女子学園（日本テレビ、2012年）
- スカーレット（NHK）
- 末っ子長男姉三人（TBS、2003年）
- スカイハイ（テレビ朝日、2003年 - ）
- 素顔のままで（フジテレビ、1992年）
- 過ぎし日のセレナーデ（フジテレビ、1989年）
- スキッと一心太助（NHK、2000年）
- 好きやねん（読売テレビ、1995年）
- SCANDAL（TBS）
- スキャンダル専門弁護士 QUEEN（フジテレビ、2019年）
- スプラウト（日本テレビ）
- スクール!!（フジテレビ、2011年）
- スパイラル〜町工場の奇跡〜（テレビ東京）
- スクール☆ウォーズ（TBS、1984年 - 1985年）
- 好きな人がいること（フジテレビ）
- スクラップ・ティーチャー〜教師再生〜（日本テレビ、2008年）
- スケバン刑事シリーズ（フジテレビ、1985年 - 1987年）
  - スケバン刑事
  - スケバン刑事II 少女鉄仮面伝説
  - スケバン刑事III 少女忍法帖伝奇
- 少しは、恩返しができたかな（TBS）
- スシ王子!（テレビ朝日、2007年）
- すずらん（NHK、1999年）
- スタアの恋（フジテレビ、2001年）
- スタイル!（テレビ朝日、2000年）
- Stand Up!!（TBS、2003年）
- スチュワーデス物語（TBS、1983年 - 1984年）
- 砂の塔〜知りすぎた隣人（TBS）
- スチュワーデスの恋人（TBS、1994年）
- ズッコケ三人組シリーズ
  - それいけ!ズッコケ三人組（関西テレビ、1985年 - 1986年）
  - ズッコケ三人組（NHK、1999年 - 2002年）
- ずっとあなたが好きだった（TBS、1992年）
- ステイション（日本テレビ、1995年）
- すてきな片想い（フジテレビ、1990年）
- すてきな三角関係 壁際族に花束を（TBS、1987年）
- 素敵な選TAXI（関西テレビ、2014年）
- 素敵にダマして!（日本テレビ、1992年）
- ストロベリー・オンザ・ショートケーキ（TBS、2001年）
- ストロベリーナイト（フジテレビ）
  - ストロベリーナイト アフター・ザ・インビジブルレイン
  - ストロベリーナイト・サーガ（フジテレビ）
- ストーカー・誘う女（TBS、1997年）
- ストーカー 逃げきれぬ愛（読売テレビ、1997年）
- 砂の上の恋人たち（関西テレビ、1999年）
- 砂の器（TBS、2004年）
  - 砂の器（フジテレビ）
- 砂の城（フジテレビ、1997年）
- 素晴らしき家族旅行（テレビ東京、1998年）
  - 素晴らしきかな人生（フジテレビ、1993年）
  - 素晴らしきサーカス野郎（日本テレビ、1984年）
- スペシャリスト（テレビ朝日、2013年）
  - スペシャリスト2
  - スペシャリスト3
  - スペシャリスト4
- スマイル（TBS、2009年）
- SMOKING GUN〜決定的証拠〜（フジテレビ）
- スローダンス（フジテレビ、2005年）
- スワンの馬鹿! 〜こづかい3万円の恋〜（関西テレビ、2007年）

#### せ
- せいぎのみかた（読売テレビ、1997年）
- 正義の味方（日本テレビ、2008年）
- 青春家族（NHK）
- 専業主婦探偵〜私はシャドウ（TBS）
- 正義は勝つ（フジテレビ、1995年）
- 聖者の行進（TBS、1998年）
- 青春INGS ゆう子とヘレン（関西テレビ、1982 - 1983年）
- 0号室の客（フジテレビ）
- 青春オーロラ・スピン スワンの涙（フジテレビ、1989年）
- ゼロ 一獲千金ゲーム（日本テレビ）
- 青春オフサイド!女教師と熱血イレブン（テレビ朝日、1993年）
- 千の風になって ドラマスペシャル（フジテレビ）
- 青春とはなんだ（日本テレビ、1965年 - 1966年）
- 世界一難しい恋(日本テレビ
- 青春ド真中!（日本テレビ、1978年）
- 銭の戦争（関西テレビ、2015年）
  - 嘘の戦争
- 青春の影（テレビ朝日、1994年）
- 生存（NHK、2002年）
- 西部警察（テレビ朝日、1979年 - 1984年）
- 青春探偵ハルヤ〜大人の悪を許さない!〜（テレビ朝日）
- 聖龍伝説（日本テレビ、1996年）
- セーラー服と機関銃（TBS、1982年&2006年）
- せいせいするほど、愛してる（TBS）
- セーラー服通り（TBS、1986年）
- セシルのもくろみ（フジテレビ）
- 青天を衝け（NHK 大河ドラマ、2021年）
- セーラー服反逆同盟（日本テレビ、1986年）
- 絶対正義（フジテレビ）
- セーラー服露天風呂卒業旅行（フジテレビ、1987年）
- SALE!（テレビ朝日、1995年）
- 世界で一番熱い夏（TBS、2001年）
- 世界で一番君が好き!（フジテレビ、1990年）
- 税務調査官・窓際太郎の事件簿（テレビ朝日）
- 世界で一番パパが好き（フジテレビ、1998年）
- ゼロの真実〜監察医・松本真央〜（テレビ朝日）
- 世界の中心で、愛をさけぶ（TBS、2004年）
- セカンド・チャンス（TBS、1995年）
- セクシーボイスアンドロボ（日本テレビ、2007年）
- 絶対彼氏。（フジテレビ、2008年）
- 絶対零度〜未解決事件特命捜査〜（フジテレビ、2010年）
  - 絶対零度〜特殊犯罪潜入捜査〜（フジテレビ、2011年）
  - 絶対零度 〜未然犯罪潜入捜査〜（フジテレビ、2018年）
- 銭ゲバ（日本テレビ、2009年）
- セミダブル（フジテレビ、1999年）
- セレンディップの奇跡（日本テレビ、2007年）
- セレブと貧乏太郎（フジテレビ、2008年）
- ゼロファイター（フジテレビ、1969年）
- 全開ガール（フジテレビ、2011年）
- 戦場のガールズライフ（BSフジ、2007年）
- 先生お・み・ご・と!（関西テレビ、1982年）
- セカンド・ラブ（テレビ朝日）
- 先生は一年生（日本テレビ、1981年 - 1982年）
- 西郷どん（NHK）
- 先生知らないの?（TBS、1998年）
- 節約ロック（日本テレビ）
- 先生のお気に入り（TBS、1991年）
- 潜入探偵トカゲ（TBS）
- 先生はワガママ（テレビ朝日、1994年）
- 前略おふくろ様（日本テレビ、1975年 - 1977年）
- セミオトコ（テレビ朝日、2019年）

#### そ
- 早春物語〜私、大人になります〜（TBS、1986年）
- 凄絶!嫁姑戦争 羅刹の家（テレビ朝日、1998年）
- 総理と呼ばないで（フジテレビ、1997年）
- 卒うた（フジテレビ）
- 卒業（TBS、1990年）
- 卒業バカメンタリー（日本テレビ）
- そのうち結婚する君へ（日本テレビ、1994年）
- その気になるまで（TBS、1996年）
- So long !（日本テレビ、2013年）
- その時、ハートは盗まれた（フジテレビ、1992年）
- その灯は消さない（フジテレビ、1996年）
- ソムリエ（関西テレビ、1998年）
- 空飛ぶ広報室（TBS）
- それが答えだ!（フジテレビ、1997年）
- その男、副署長〜京都河原町署事件ファイル〜（テレビ朝日）
- それぞれの断崖（テレビ東京、2000年）
- そして、誰もいなくなった（日本テレビ、2016年）
- それでも家を買いました（TBS、1991年）
- 捜査地図の女（テレビ朝日）
- それでも、生きてゆく（フジテレビ、2011年）
- 空から降る一億の星（フジテレビ、2002年）
- 空と海をこえて（TBS、1989年）
- 空飛ぶタイヤ（WOWOW、2009年）
- それは、突然、嵐のように…（2004年、TBS）

### た行

#### た
- ダイアリー-車いすの青春日記-（日本テレビ、1988年）
- 探偵が早すぎる（日本テレビ）
- タイガー&ドラゴン（TBS、2005年）
- 大家族ドラマ 嫁の出る幕（テレビ朝日、1994年）
- 大空港（フジテレビ、1978年）
  - 大空港'92（フジテレビ、1992年）
- 大激闘マッドポリス'80（日本テレビ、1980年）
- 大使閣下の料理人（フジテレビ）
- だいすき!!（TBS、2008年）
- 大好き!五つ子（TBS、1999年 - 2004年）
  - 大好き!五つ子Go!!（TBS、2005年）
- 大切なことはすべて君が教えてくれた（フジテレビ、2011年）
- 大捜査線（フジテレビ、1980年）
- ダーティ・ママ!（日本テレビ）
- 大追跡（日本テレビ、1978年）
- だんだん（NHK）
- 大都会 闘いの日々（日本テレビ、1976年）
  - 大都会 PARTII（1977年 - 1978年）
  - 大都会 PARTIII（1978年 - 1979年）
- 大非常線（NET、1976年）
- 戦う!書店ガール（関西テレビ）
- 代表取締役刑事（テレビ朝日、1990年）
- 太閤記 サルと呼ばれた男（フジテレビ）
- 大貧乏（フジテレビ）
- 逮捕しちゃうぞ（テレビ朝日、2002年）
- タイム・トラベラー（NHK、1972年）
- 黄昏流星群（フジテレビ）
- ダイヤモンドの恋（NHK、2005年）
- 太陽がいっぱい（関西テレビ、1998年）
- 太陽にほえろ!（日本テレビ、1972年 - 1986年）
  - 太陽にほえろ!PART2（1986年 - 1987年）
- タイヨウのうた（TBS、2006年）
- 太陽の季節（TBS、2002年）
- 太陽と海の教室（フジテレビ）
- 太陽は沈まない（フジテレビ、2000年）
- 大恋愛〜僕を忘れる君と（TBS、2018年）
- ダウンタウン探偵団'91（朝日放送、1991年）
- だが、情熱はある（日本テレビ、2023年）
- 抱きしめたい!（フジテレビ、1988年）
- タクシードライバーの推理日誌（テレビ朝日）
- たけしくん、ハイ!（NHK、1985年）
- ただいま満室（テレビ朝日、2000年）
- たたかうお嫁さま（日本テレビ、1995年）
- 正しい恋愛のススメ（TBS、2005年）
- たったひとつの恋（日本テレビ、2006年）
- ダブル・キッチン（TBS、1993年）
- ダブルフェイス（WOWOW）
- タブロイド（フジテレビ、1998年）
- 貯まる女（テレビ東京、2000年）
- 民王（テレビ朝日）
- だめんず・うぉ〜か〜（テレビ朝日、2006年）
- 誰かが嘘をついている（フジテレビ）
- 誰かが彼女を愛してる（フジテレビ、1992年）
- 誰にも言えない（TBS、1993年）
- ダンダリン 労働基準監督官（日本テレビ）
- 誰よりも君を愛す!（フジテレビ、2011年）
- 誰よりもママを愛す（TBS、2006年）
- 男女7人夏物語（TBS、1986年）
  - 男女7人秋物語（1987年）
- 探偵家族（日本テレビ、2002年）
- 探偵物語（日本テレビ、1979年）
- 探偵学園Q（日本テレビ、2007年）
- 探偵ブギ（TOKYO MX、2006年）
- ダンドリ。〜Dance☆Drill〜（フジテレビ、2006年）
  - ダンドリ娘（フジテレビ、2006年）
- ダンプかあちゃん（北海道放送、1980年）
- タンブリング（TBS、2010年）
- 平清盛（NHK）

#### ち
- 小さな巨人(TBS、2017年)
- TEAM（フジテレビ、1999年）
- ちりとてちん（NHK）
- チーム・バチスタの栄光（関西テレビ、2008年）
  - チーム・バチスタ2 ジェネラル・ルージュの凱旋（関西テレビ、2010年）
  - チーム・バチスタ第2弾 ナイチンゲールの沈黙（関西テレビ）
  - チーム・バチスタ4 螺鈿迷宮
- 乳姉妹（TBS、1985年）
- ちかえもん（NHK）
- 地の塩（WOWOW、2014年）
- ちびっ子かあちゃん（TBS、1983年）
- ちびまる子ちゃん（フジテレビ、2006年）
  - まるまるちびまる子ちゃん（2007年 - 2008年）
- チェケラッチョ!! in TOKYO（フジテレビ、2006年）
- 着信アリ（テレビ朝日、2005年）
- チャンス!（フジテレビ、1993年）
- ちゅらさん（NHK、2001年）
  - ちゅらさん2（2003年）
  - ちゅらさん3（2004年）
- チェイス〜国税査察官〜（NHK、2010年）
- Change!（テレビ朝日、1995年）
- 小さな運転士 最後の夢（日本テレビ）
- チェンジ!（テレビ朝日、1998年）
- 中学生日記（NHK、1972年 - ）
- CHIEF〜警視庁IR分析室〜（テレビ朝日）
- チャンネルはそのまま!（北海道テレビ、2019年）
- 長男の嫁（TBS、1994年）
  - 長男の嫁2〜実家天国（1995年）
- TEAM -警視庁特別犯罪捜査本部-（テレビ朝日）
- ちょっと危ない園長さん（日本テレビ、1993年）
- 父の海、僕の空（日本テレビ）
- ちょっと待って、神様（NHK、2004年）
- 地デジカ家族（フジテレビ）
- チート〜詐欺師の皆さん、ご注意ください〜（2019年）
- 千代の富士物語（関西テレビ、1991年）
- CHANGE（フジテレビ）

#### つ
- ツインズ教師（テレビ朝日、1993年）
- 痛快!OL通り（TBS、1986年）
- 痛快!ロックンロール通り（TBS、1988年）
- 月の恋人〜Moon Lovers〜（フジテレビ）
- つぐみへ…〜小さな命を忘れない〜（テレビ朝日、2000年）
- 都合のいい女（フジテレビ、1993年）
- 翼をください（NHK、1988年）
- つばさ（NHK、1994年）
- つばさ（NHK、2009年）
- 翼をください!（フジテレビ、1996年）
- 翼の折れた天使たち（フジテレビ、2006年）
- 妻の恋（NHK、1995年）
- 妻の卒業式（NHK、2000年）
- 冷たい月（読売テレビ、1998年）
- ツヨシしっかりしなさい（日本テレビ、1989年）

#### て
- 出逢った頃の君でいて（日本テレビ、1994年）
- Deep Love〜アユの物語〜（テレビ東京、2004年）
  - Deep Love ホスト（2005年）
- 出入禁止の女〜事件記者クロガネ〜（テレビ朝日）
- Dear ウーマン（TBS、1996年）
- D×D（日本テレビ、1997年）
- ディロン〜運命の犬（NHK、2006年）
- dele（テレビ朝日、2018年）
- 天使と悪魔-未解決事件匿名交渉課-（テレビ朝日）
- Days（フジテレビ、1998年）
- デート〜恋とはどんなものかしら〜（フジテレビ、2015年）
- 刑事貴族（日本テレビ、1990年 - 1992年）
- TAKE FIVE〜俺たちは愛を盗めるか〜（TBS）
- 刑事部屋〜六本木のおかしな捜査班〜（テレビ朝日、2005年）
- デカワンコ（日本テレビ、2011年）
- 適齢期（TBS、1994年）
- デザイナー（毎日放送、2005年）
- デスノート（日本テレビ、2015年）
- デッサン（日本テレビ、1997年）
- 鉄道公安官（テレビ朝日、1979年 - 1980年）
- 徹底的に愛は…（TBS、1993年）
- てっぱん（NHK、2010年 - 2011年）
- 鉄板少女アカネ!!（TBS、2006年）
- デパート!夏物語（TBS、1991年）
  - デパート!秋物語（1992年）
- 寺内貫太郎一家（TBS、1974年 - 1975年）
- てるてるあした（テレビ朝日、2006年）
- 天地人（NHK）
- てるてる家族（NHK、2003年 - 2004年）
- 天うらら（NHK、1998年）
- 天花（NHK、2004年）
- 天気予報の恋人（フジテレビ、2000年）
- 天国に一番近い男（TBS、1999年 - 2001年）
- 天国のKiss（テレビ朝日、1999年）
- デジタル・タトゥー
- 天国のダイスケへ〜箱根駅伝が結んだ絆〜（日本テレビ、2003年）
- 天国への階段（読売テレビ、2002年）
- 天才柳沢教授の生活（フジテレビ、2002年）
- 天使が消えた街（日本テレビ、2000年）
- 天使のように生きてみたい（TBS、1992年）
- 電車男（フジテレビ、2005年）
- 伝説の教師（日本テレビ、2000年）
- 天体観測（関西テレビ、2002年）
- 電池が切れるまで（テレビ朝日、2004年）
- 天皇の料理番（TBS、1980年、1993年、2015年）
- 天魔さんがゆく（TBS、2013年）
- 天までとどけ（TBS、1991年 - 1999年）
  - 新・天までとどけ（2000年 - 2004年）

#### と
- DOOR TO DOOR（TBS）
- ドS刑事（日本テレビ、2015年）
- 同・級・生（フジテレビ、1989年）
- ドク（フジテレビ、1996年）
- 同級生は13歳（フジテレビ、1987年）
- 東京エレベーターガール（TBS、1992年）
- 同窓生〜人は、三度、恋をする〜（TBS）
- 東京大学物語（テレビ朝日、1994年）
- トイレの神様（毎日放送）
- 東京大地震マグニチュード8.1（讀賣テレビ、1980年）
- 独眼竜政宗（NHK）
- 東京タワー 〜オカンとボクと、時々、オトン〜（フジテレビ、2006年・2007年）
- トライアングル（関西テレビ、フジテレビ）
- 東京DOGS（フジテレビ、2009年）
- トーキョーエイリアンブラザーズ（日本テレビ）
- 東京ラブ・シネマ（フジテレビ、2003年）
- 利家とまつ〜加賀百万石物語〜（NHK）
- 年の瀬 変愛ドラマ（テレビ朝日、2016年 - 2018年）
- 東京ラブストーリー（フジテレビ、1991年）
- TOKYOエアポート〜東京空港管制保安部〜（フジテレビ）
- 東京湾景（フジテレビ、2004年）
- 徳川綱吉 イヌと呼ばれた男（フジテレビ）
- 東京ワンダーホテル（日本テレビ、2004年）
- トドメの接吻（日本テレビ）
- 東京ワンダーツアーズ（日本テレビ、2005年 - 2006年）
- 独身貴族（フジテレビ）
- 同窓会（日本テレビ、1993年）
- to Heart 〜恋して死にたい〜（TBS、1999年）
- 動物のお医者さん（テレビ朝日、2003年）
- 豆腐屋直次郎の裏の顔（朝日放送、1992年）
- 逃亡者（フジテレビ、1992年）
- ドロ刑 -警視庁捜査三課-（日本テレビ）
- 逃亡者 RUNAWAY（TBS、2004年）
- 透明人間（日本テレビ、1996年）
- ドーベルマン刑事（テレビ朝日、1980年）
- 遠山金志郎美容室（日本テレビ、1994年）
- ドールハウス（TBS、2004年）
- 都会の森（TBS、1990年）
- トキオ 父への伝言（NHK、2004年）
- ときめきざかり（フジテレビ、1988年）
- トットちゃん!（テレビ朝日）
- ときめき十字星（テレビ東京、1980年 - 1981年）
- 特上カバチ!!（TBS）
- 特捜最前線（テレビ朝日、1977年 - 1987年）
- ドクターX〜外科医・大門未知子〜（テレビ朝日、2012年 - 2014年）
  - ドクターX〜外科医・大門未知子〜スペシャル
  - ドクターY -外科医・加地秀樹- 笑う大教授選
- 時をかける少女（NHK、1972年 / フジテレビ、1994年 ほか多数）
- Dr.コトー診療所（フジテレビ、2003年）
  - Dr.コトー診療所2006
- 父さんの夏祭り（日本テレビ）
- DOCTORS〜最強の名医〜（テレビ朝日、2011年・2013年・2015年）
- 特別機動捜査隊（テレビ朝日、1961年 - 1977年）
- 同期のサクラ（2019年）
- 特命係長 只野仁（テレビ朝日、2003年 - 2009年・2012年）
- Dr.倫太郎（日本テレビ）
- 特命刑事（日本テレビ、1980年）
- 特殊犯罪課・花島渉（テレビ朝日）
- 特命!刑事どん亀（TBS、2006年）
- 特命刑事 カクホの女（テレビ東京、2018年）
  - 特命刑事 カクホの女2（テレビ東京、2019年）
- ど根性ガエル（日本テレビ、2015年）
- 年下の男（TBS、2003年）
- トップナイフ-天才脳外科医の条件-(2020年、日本テレビ)
- どたんば（NHK、1956年）
- 突然の明日（TBS、1980年）
- トッカン -特別国税徴収官-（日本テレビ）
- 特急田中3号（TBS、2007年）
- どっちがどっち!（NHK、2002年）
- トップキャスター（フジテレビ、2006年）
- 都市伝説の女（テレビ朝日）
- トップスチュワーデス物語（TBS、1990年）
- 隣の未亡人とおかしな二人（テレビ朝日、1988年）
- 智子と知子（TBS、1997年）
- 友達の恋人（日本テレビ、1997年）
- ドラゴン桜（TBS、2005年・2021年）
- ドラゴン青年団（毎日放送、2012年）
- ドラバラ鈴井の巣（北海道テレビ、2002年 - 2004年）
- ドラマミステリーズ 〜カリスマ書店員が選ぶ珠玉の一冊〜（フジテレビ、2017年）
- ドリーム☆アゲイン（日本テレビ、2007年）
- 被取締役新入社員（TBS、2008年）
- トリック（テレビ朝日、2000年 - 2005年）
- 砦なき者（テレビ朝日、2004年）
- ドレミソラ（毎日放送、2002年）
- 東京バンドワゴン〜下町大家族物語（日本テレビ）
- ドレミファ・どーなっつ!（NHK教育テレビ、1992年 - 2000年）
- 泥棒に手を出すな!（テレビ東京、1990年）
- ドンウォリー!（関西テレビ、1998年）
- 図書館戦争 BOOK OF MEMORIES（TBS）
- ドン★キホーテ（日本テレビ、2011年）
- 翔んだカップル（フジテレビ、1980年 - 1981年）
- トレース〜科捜研の男〜（フジテレビ）
- 飛んで火にいる春の嫁（テレビ東京、1998年）
- とんぼ（TBS、1988年）
- どんど晴れ（NHK、2007年）
  - どんど晴れスペシャル
- Dr.DMAT（TBS）
- どんまい!（NHK、2005年）
- とと姉ちゃん（NHK）

### な行

#### な
- NICE FLIGHT!（テレビ朝日、2022年）
- NIGHT HEAD（フジテレビ、1992年 - 1993年）
- ナイトホスピタル〜病気は眠らない〜（日本テレビ、2002年）
- ナオミ（フジテレビ、1999年）
- ナオミとカナコ（フジテレビ、2016年）
- 泣かないと決めた日（フジテレビ、2010年）
- 流れ板七人（テレビ朝日、1997年）
- 流れ星（フジテレビ、2010年）
- 流れ星（NHK、2021年）
- 凪のお暇（TBS、2019年）
- 凪の光景（テレビ朝日、1990年）
- 七つの会議（NHK）
- 泣くな青春（フジテレビ、1972年）
- 泣くな、はらちゃん（日本テレビ）
- 殴る女（フジテレビ、1998年）
- ナースマン（日本テレビ、2002年）
  - ナースマンがゆく（2004年）
- なごや千客万来（NHK、2000年）
- Ns'あおい（フジテレビ、2006年）
- 名古屋仏壇物語（NHK、2002年）
- ナースステーション（TBS、1991年）
- なぜ少女は記憶を失わなければならなかったのか?〜心の科学者・成海朔の挑戦〜（日本テレビ）
- なぜ東堂院聖也16歳は彼女が出来ないのか?（名古屋テレビ放送、2014年）
- 謎解きはディナーのあとで（フジテレビ）
  - 謎解きはディナーのあとで スペシャル〜風祭警部の事件簿〜
- ナチュラル 愛のゆくえ（読売テレビ、1996年）
- ナッキーはつむじ風（TBS、1978年 - 1980年）
- 夏子の酒（フジテレビ、1994年）
- なつぞら（NHK、2019年）
- 夏・体験物語（TBS、1985年）
- ナイトヒーロー NAOTO（テレビ東京）
- 夏!デパート物語（TBS、1995年）
- 夏の嵐（東海テレビ、1989年）
  - 夏の嵐!（TBS、1992年）
- 夏の恋は虹色に輝く（フジテレビ）
- 夏の日の恋〜Summer Time〜（NHK、2002年）
- 七色とんがらし（NET、1976年）
- 七色のおばんざい（NHK、2005年）
- ナースのお仕事（フジテレビ、1996年）
  - ナースのお仕事2（1997年）
  - ナースのお仕事3（2000年）
  - ナースのお仕事4（2002年）
- なにさまっ!（TBS、1998年）
- ナニワ金融道（フジテレビ）
  - 新ナニワ金融道（フジテレビ）
- 浪花少年探偵団（NHK、2000年）
- な・ま・い・き盛り（フジテレビ、1986年）
- 並木家の人々（フジテレビ、1993年）
- 涙をふいて（フジテレビ、2000年）
- 波の盆（日本テレビ、1983年）
- ナポレオンの村（TBS、2015年）
- 成田離婚（フジテレビ、1997年）
- なるようになるさ。（TBS）
- 南極大陸（TBS）
- なんだらまんだら（フジテレビ、1991年）

#### に
- 憎しみに微笑んで（TBS、1993年）
- 逃げるは恥だが役に立つ（TBS、2016年）
- ニコニコ日記（NHK、2003年）
- にこにこぷん（NHK教育テレビ、1982年 - 1992年）
- 虹のかなた（毎日放送、2004年）
- 29歳の憂うつ パラダイスサーティー（テレビ朝日、2000年）
- 西村京太郎トラベルミステリー（テレビ朝日）
- 29歳のクリスマス（フジテレビ、1994年）
- 2001年のおとこ運（関西テレビ、2001年）
- 二千年の恋（フジテレビ、2000年）
- 2020年 五月の恋（WOWOW、2020年）
- 任侠ヘルパー（フジテレビ）
- 日曜はダメよ（日本テレビ、1993年）
- 日本一のカッ飛び男（フジテレビ、1990年）
- 2年B組仙八先生（TBS、1981年）
- ニュースなあいつ（読売テレビ、1992年）
  - ニュースの女（フジテレビ、1999年）
- 252 生存者あり episode.ZERO
- ニューヨーク恋物語（フジテレビ、1988年・1990年）
- 女系家族（TBS、2005年）
- 人間・失格〜たとえばぼくが死んだら（TBS、1994年）
- ニッポンノワール-刑事Yの反乱-（日本テレビ、2019年）
- 人間の証明（フジテレビ、2004年、など）
- 妊娠ですよ（フジテレビ、1994年 - 1995年）
- にぃにのことを忘れないで（日本テレビ）

#### ね
- 猫侍（東名阪ネット6、5いっしょ3ちゃんねる他主要地方局、2014年、2015年）
- ねじれた絆（TBS、2004年）
- 寝たふりしてる男たち（読売テレビ、1995年）
- 熱愛一家・LOVE（TBS、1979年）
- 熱血!新入社員宣言（TBS、1991年）
- 熱っぽいの!（フジテレビ、1988年）
- 熱中時代（日本テレビ、1978年 - 1979年、1980年 - 1981年、2011年）
- 熱烈的中華飯店（フジテレビ、2003年）
- ねばる女（NHK、2004年）
- 眠れない夜をかぞえて（TBS、1992年）
- 眠れぬ夜を抱いて（テレビ朝日、2002年）
- 眠れる森（フジテレビ、1998年）

#### の
- 農家のヨメになりたい（NHK、2004年）
- ノンママ白書（東海テレビ、フジテレビ）
- のだめカンタービレ（フジテレビ、2006年）
- 野ブタ。をプロデュース（日本テレビ、2005年）
- 信長協奏曲（フジテレビ、2014年）
- ノンちゃんの夢（NHK、1988年）
- 脳にスマホが埋められた!(読売テレビ)
- のんちゃんのり弁（毎日放送、1997年）
- 信長のシェフ（テレビ朝日）
- ノーサイド・ゲーム（TBS、2019年）

### は行

#### は
- バージンロード（フジテレビ、1997年）
- バーチャルガール（日本テレビ、2000年）
- バーテンダー（テレビ朝日、2011年）
- ハート（NHK、2001年）
- ハートに火をつけて!（フジテレビ、1989年）
- パーフェクトワールド（フジテレビ、関西テレビ、2019年）
- HiGH&LOW〜THE STORY OF S.W.O.R.D.〜（日本テレビ、2015年・2016年）
- 拝啓、父上様（フジテレビ、2007年）
- ハイスクール大脱走（テレビ東京、1991年）
- はいすくーる落書（TBS 1989年）
- 白衣の戦士!（日本テレビ）
- ハクバノ王子サマ 純愛適齢期（日本テレビ）
- ハケン占い師アタル（テレビ朝日）
- ハクション大魔王（フジテレビ）
- 白線流し（フジテレビ、1996年）
- はぐれ刑事純情派シリーズ（テレビ朝日、1988年 - 2005年）
- ハゲタカ（NHK、2007年）
- ハケンの品格（日本テレビ、2007年・2020年）
- ハコイリムスメ!（関西テレビ、2003年）
- 初めて恋をした日に読む話（TBS）
- 走らんか!（NHK、1995年 - 1996年）
- 走れ公務員!（フジテレビ、1998年）
- バスストップ（フジテレビ、2000年）
- バス通り裏（NHK、1958年 - 1963年）
- はずめ!イエローボール（関西テレビ、1987年）
- パセリ（KBS京都、2007年）
- はだかの刑事（日本テレビ、1993年）
- 裸の大将放浪記（フジテレビ）
- はだしのゲン（フジテレビ、2007年）
- ハタチの恋人（TBS、2007年）
- 20歳の結婚（TBS、2000年）
- 二十歳の約束（フジテレビ、1992年）
- 働きマン（日本テレビ、2007年）
- 働くゴン!（日本テレビ）
- 八月のラブソング（読売テレビ、1996年）
- 87%（日本テレビ、2005年）
- 八代将軍吉宗(NHK)
- ハチミツとクローバー（フジテレビ、2008年）
- 蜜蜂の休暇（NHK、2001年）
- ハチロー〜母の詩、父の詩〜（NHK、2005年）
- ハチワンダイバー（フジテレビ）
- バツ彼（TBS、2004年）
- 初恋クロニクル（BSフジ、2010年）
- 初体験（フジテレビ、2002年）
- バッテリー（NHK、2008年）
- BAD BOYS J（日本テレビ）
- Happy!（TBS）
- ハッピー2（テレビ東京、2000年）
- はっぴぃ・ウエディング（NHK、2001年）
- ハッピー・マニア（フジテレビ、1998年）
- 花嵐の森ふかく（日本テレビ、1988年）
- 花ある季節（テレビ朝日、1990年）
- 花子とアン（NHK、2014年）
- 花ざかりの君たちへ〜イケメン♂パラダイス〜（フジテレビ、2007年）
  - 花ざかりの君たちへ〜イケメン♂パラダイス〜2011（2011年）
- 花咲舞が黙ってない（日本テレビ、2014年・2015年）
- 花のあすか組!（フジテレビ、1988年）
- 華の嵐（東海テレビ、1988年）
- 花村大介（関西テレビ、2000年）
- 花燃ゆ（NHK、2015年）
- 華やかな誤算（TBS、1985年）
- 花嫁とパパ（フジテレビ、2007年）
- 花嫁は16才!（テレビ朝日、1995年）
- 花嫁は厄年ッ!（TBS、2006年）
- 花より男子（TBS、2005年）
  - 花より男子2（リターンズ）（2007年）
  - 花のち晴れ〜花男 Next Season〜（TBS、2018年）
- 華和家の四姉妹（TBS、2011年）
- 母親失格（東海テレビ、2007年）
- パパ!かっこつかないゼ（フジテレビ、1990年）
- パパ・サヴァイバル（TBS、1995年）
- はなちゃんのみそ汁（日本テレビ）
- パパとなっちゃん（TBS、1991年）
- パパとムスメの7日間（TBS、2007年）
- パパと呼ばせて!（テレビ東京、1992年）
- パパと呼ばないで（日本テレビ、1972年 - 1973年）
- パパドル!（TBS、2012年）
- 母になる（日本テレビ）
- パパはニュースキャスター（TBS、1987年）
- パパは年中苦労する（TBS、1988年）
- バブル（NHK、2001年）
- はみだし刑事情熱系（テレビ朝日、1996年 - 2004年）
- 早海さんと呼ばれる日（フジテレビ、2012年）
- 早子先生、結婚するって本当ですか?（フジテレビ）
- 薔薇のない花屋（フジテレビ、2008年）
- はるか17（テレビ朝日、2005年）
- ハルとナツ 届かなかった手紙（NHK）
- ハルモニア この愛の涯て（日本テレビ、1998年）
- 春よ、来い（NHK、1994 - 1995年）
- 春ランマン（関西テレビ、2002年）
- 晴れ着ここ一番（NHK、2000年）
- ハロー!グッバイ（日本テレビ、1989年）
- ハロー張りネズミ（TBS、2017年）
- ハングリー!（関西テレビ、2012年）
- 判決（NET、1962年 - 1966年）
- ハンサムマン（テレビ朝日、1996年）
- 半沢直樹（TBS、2013年・2020年）
- 半熟卵（フジテレビ、1994年）
- パンダが町にやってくる（毎日放送、2008年）
- 番茶も出花（TBS、1997年）
- ハンチョウ〜神南署安積班〜（TBS）
  - ハンチョウ〜警視庁安積班〜
- ハンドク!!!（TBS、2001年）
- バンビ〜ノ!（日本テレビ、2007年）
- 半分、青い。（NHK、2018年）
- 半分の月がのぼる空（テレビ東京、2006年）

#### ひ
- ぴあの（NHK、1994年）
- P.A.プライベート・アクトレス（日本テレビ、1998年）
- BG〜身辺警護人〜（テレビ朝日、2018年・2020年）
- ヒガンバナ〜警視庁捜査七課〜（日本テレビ）
- PS羅生門（テレビ朝日、2006年）
- Piece（日本テレビ）
- ビーチボーイズ（フジテレビ、1997年）
- HEAT（フジテレビ）
- ピーマン白書（フジテレビ、1980年）
- HERO（フジテレビ、2001年・2014年）
- 緋色の記憶〜美しき記憶の秘密〜（NHK、2003年）
- ヒーローを作った男 石ノ森章太郎物語（日本テレビ）
- 東野圭吾ミステリーズ（フジテレビ）
- 東野圭吾ミステリー「悪意」（日本テレビ、2001年）
- 光とともに…（日本テレビ、2004年）
- ビギナー（フジテレビ、2003年）
- ビギナーズ!（TBS）
- 火消し屋小町（フジテレビ、2000年/NHK、2004年）
- 非婚家族（フジテレビ、2001年）
- 美少女戦士セーラームーン（TBS、2003年 - 2004年）
- 美食探偵 明智五郎（日本テレビ、2020年）
- 秘書のカガミ（テレビ東京、2008年）
- 非情のライセンス（NET＝テレビ朝日、1973年 - 1980年）
- 美女か野獣（フジテレビ、2003年）
- 左目探偵EYE（日本テレビ、2009年（SP）、2010年（連続））
- 引っ越せますか（日本テレビ、1993年）
- 必殺シリーズ（朝日放送）
  - 必殺仕事人2009
- ひとつ屋根の下（フジテレビ、1993年、続編1997年）
- ひと夏のパパへ（TBS、2003年）
- ひと夏のプロポーズ（TBS、1996年）
  - ひと夏のラブレター（TBS、1995年）
- 人にやさしく（フジテレビ、2002年）
- ひとの不幸は蜜の味（TBS、1994年）
- VICTORY!〜フットガールズの青春〜
- ひとりじゃない（BSフジ、2011年）
- 瞳（NHK）
- …ひとりでいいの（日本テレビ、1992年）
- ひとりにしないで（フジテレビ、1995年）
- ひとりぼっちの君に（TBS、1998年）
- 陽はまた昇る（フジテレビ、1973年）
- 陽はまた昇る（フジテレビ、1979年）
- 陽はまた昇る（フジテレビ、1996年）
- 陽はまた昇る（テレビ朝日、2011年）
  - 最後の晩餐 〜刑事・遠野一行と七人の容疑者〜
- ビバ!山田バーバラ（テレビ朝日、2006年）
- ビブリア古書堂の事件手帖（フジテレビ）
- ひまわり（NHK、1996年）
- ひまわりの詩（日本テレビ、1975年 - 1976年）
- ひまわりの道（日本テレビ、1976年 - 1977年）
- ヒミツの花園（関西テレビ、2007年）
- 陽のあたる場所（フジテレビ、1994年）
- 火の用心（日本テレビ、1990年）
- 101回目のプロポーズ（フジテレビ、1991年）
- 100億の男（フジテレビ、1995年）
- 白夜行（TBS、2006年）
- 白虎隊（日本テレビ、1986年）
- 白虎隊（テレビ朝日、2007年）
- 白虎隊〜敗れざる者たち（テレビ東京、2013年）
- ピュア（フジテレビ、1996年）
- ピュア・ラブ（毎日放送、2002年）
- ビューティフルライフ（TBS、2000年）
- 病室で念仏を唱えないでください（TBS、2020年）
- 氷点（NET、1966年 ほか多数）
- 氷壁（日本テレビ、1967年 / NHK、1972年、2006年）
- ひよっこ（NHK）
- ひらり（NHK、1992年）
- 広島 昭和20年8月6日（TBS）
- びんた（TBS、1990年）
- ぴんとこな（TBS）

#### ふ
- ファースト・キス（フジテレビ、2007年）
- 風林火山（NHK）
- First Love（TBS、2002年）
- ファイト（NHK、2005年）
- Fighting Girl（フジテレビ、2001年）
- Vの嵐（フジテレビ）
- ブラック・プレジデント（関西テレビ）
- Vの炎（フジテレビ、1995年）
- FiVE（日本テレビ、1997年）
- FIRE BOYS 〜め組の大吾〜（フジテレビ、2004年）
- フランケンシュタインの恋（日本テレビ）
- PU-PU-PU-（TBS、1998年）
- 風子のラーメン（NHK、2003年）
- フードファイト（日本テレビ、2000年）
  - フードファイトスペシャル〜香港死闘篇〜
  - フードファイトスペシャル〜深夜特急死闘篇〜
- 夫婦。（TBS、2003年）
- FINAL CUT（フジテレビ）
- 夫婦道（TBS、2007年）
- フェイス（関西テレビ、1997年）
- For You（フジテレビ、1995年）
- 深く潜れ〜八犬伝2001〜（NHK-BS2、2001年）
- 不機嫌な果実（TBS、1997年）
  - 不機嫌な果実（2016年）
- BRIDGE はじまりは1995.1.17神戸（関西テレビ）
- 不機嫌なジーン（フジテレビ、2005年）
- フラワーアクション009ノ1（フジテレビ、1969年）
- 福井さんちの遺産相続（関西テレビ、1994年）
- ファースト・クラス（フジテレビ）
- 梟の城（フジテレビ、1960年）
- PRICELESS〜あるわけねぇだろ、んなもん!〜（フジテレビ、2012年）
- 富豪刑事（テレビ朝日、2005年）
  - 富豪刑事デラックス（朝日放送・テレビ朝日、2006年）
- ブザー・ビート〜崖っぷちのヒーロー〜（フジテレビ、2009年）
- 不信のとき〜ウーマン・ウォーズ〜（フジテレビ、2006年）
- ブスの瞳に恋してる（関西テレビ、2006年）
- ふぞろいの林檎たち（TBS、1983年 - 1997年）
- ふたり（テレビ朝日、1997年）
- ふたり 私たちが選んだ道（日本テレビ）
- プロポーズ兄弟〜生まれ順別 男が結婚する方法〜（フジテレビ）
- ふたりのシーソーゲーム（TBS、1996年）
- ブラックボード〜時代と戦った教師たち〜（TBS）
- 二人の世界（TBS、1970年 - 1971年）
- ふたりっ子（NHK、1996年 - 1997年）
- ふつうが一番 —作家・藤沢周平 父の一言—（TBS）
- 不適切にもほとがある!（TBS、2024年）
- ふなっしー探偵（フジテレビ、2016年）
- ブラックペアン（TBS）
- 冬の輪舞（東海テレビ、2005年）
- プライド（フジテレビ、2004年）
- プラトニック・セックス（フジテレビ、2001年）
- プラチナタウン（WOWOW、2012年）
- 部活、好きじゃなきゃダメですか?（日本テレビ）
- ブラザーズ（フジテレビ、1998年）
- ブラザー☆ビート（TBS、2005年）
- ブラック・ジャック（テレビ朝日、1981年）
  - ブラック・ジャック2（TBS、2000年）
  - ブラックジャックによろしく（TBS、2003年）
- フリーター、家を買う。（フジテレビ、2010年）
  - フリーター、家を買う。スペシャル
- 振り返れば奴がいる（フジテレビ、1993年）
- ブラック校則（日本テレビ、2019年）
- プリズンホテル（テレビ朝日、1993年、1995年、1999年）
- プリマダム（日本テレビ、2006年）
- 不良少女とよばれて（TBS、1984年）
- フラジャイル（フジテレビ）
- ブルーもしくはブルー（NHK、2003年）
- 古畑任三郎（警部補 古畑任三郎も含む）（フジテレビ、1994年 - 2006年）
  - 古畑中学生（フジテレビ、2008年）
- プレイガール（東京12チャンネル、1969年 - 1974年）
- Friends（TBS、2000年）
- フレンズ（TBS、2002年）
- プロゴルファー祈子（フジテレビ、1987年）
- プロハンター（日本テレビ、1981年）
- FLY! BOYS, FLY! 僕たち、CAはじめました
- プロファイター（日本テレビ、1969年）
- プロポーズ大作戦（フジテレビ、2007年）

#### へ
- ベイシティ刑事（テレビ朝日、1987年 - 1988年）
- 平成夫婦茶碗（日本テレビ、2000年）
- 塀の中の中学校（TBS、2010年）
- ベストパートナー（TBS、1997年）
- ベストフレンド（読売テレビ、1995年）
  - ベストフレンド（テレビ朝日、1999年）
- べっぴんさん（NHK）
- 紅の紋章（東海テレビ、2006年）
- 平成舞祭組男（日本テレビ）
- ヘルプ!（フジテレビ、1995年）
- 弁護士のくず（TBS、2006年）
- べしゃり暮らし（テレビ朝日）
- 編集王（フジテレビ、2000年）
- Heaven? 〜ご苦楽レストラン〜（TBS、2019年）

#### ほ
- 法医学教室の事件ファイル（テレビ朝日、連ドラ1992年 - 1993年／連ドラ終了後は、土曜ワイド劇場で放送）
- ボーイズ・オン・ザ・ラン（テレビ朝日）
- 放課後（ボクたちのドラマシリーズ）（フジテレビ、1992年）
- 放浪家族（毎日放送、1975年）
- ボーイハント（フジテレビ、1998年）
- 僕のヤバイ妻（関西テレビ、フジテレビ）
- BOYSエステ（テレビ東京、2007年）
- 本日も晴天なり(NHK)
- BORDER 警視庁捜査一課殺人犯捜査第4係（テレビ朝日、2014年）
- 僕の初恋をキミに捧ぐ（テレビ朝日）
- ボーダー 犯罪心理捜査ファイル（日本テレビ、1999年）
- ぼくらの勇気 未満都市（日本テレビ、1997年）
  - ぼくらの勇気 未満都市2017
- ホーム&アウェイ（フジテレビ、2002年）
- 螢草 菜々の剣（NHK BSプレミアム、2019年）
- ホームドラマ!（TBS、2004年）
- 僕らは奇跡でできている（関西テレビ、フジテレビ）
- ホームレス中学生（フジテレビ、2008年、2009年）
- 僕のいた時間（フジテレビ）
- ホームワーク（TBS、1992年）
- 僕とシッポと神楽坂（テレビ朝日）
- ポールポジション!愛しき人へ…（日本テレビ、1992年）
- ぼくが医者をやめた理由（テレビ東京、1990年）
  - 僕が彼女に、借金をした理由。（TBS、1994年）
- ぼくが地球を救う（TBS、2002年）
- 僕だけのマドンナ（フジテレビ、2003年）
- ボイス 110緊急指令室（日本テレビ、2019年）
- 僕たちの戦争（TBS、2006年）
- ボクたちのドラマシリーズ（フジテレビ、1992年 - 1994年）
- ホタルノヒカリ（日本テレビ、2007年）
- 北条時宗（NHK）
- ボクのお見合い日記（TBS、1991年）
- 僕の生きる道（関西テレビ、2003年）
  - 僕と彼女と彼女の生きる道（関西テレビ、2004年）
  - 僕と彼女と彼女の生きる道スペシャル
  - 僕の歩く道（関西テレビ、2006年）
- ボクの就職（TBS、1994年）
- ぼくの夏休み（フジテレビ、2012年）
- BOSS（フジテレビ）
  - BOSS 2ndシーズン
- 僕らに愛を!（フジテレビ、1995年）
- ポケベルが鳴らなくて（日本テレビ、1993年）
- 星の金貨（日本テレビ、1995年）
  - 続・星の金貨（1996年）
  - 新・星の金貨
- ホカベン（日本テレビ）
- 細うで繁盛記（読売テレビ、1970年 - 1971年・1972年 - 1973年・1973年 - 1974年 / フジテレビ、1994年・1995年・2006年・2007年）
- ほんとにあった怖い話 夏の特別編2010 AKB48まるごと浄霊スペシャル
- ぽっかぽか（TBS、1994年 - 1997年）
- ボーダーライン（NHK）
- 坊っちゃん（フジテレビ）
- ホットドッグ（TBS、1990年）
- 僕が笑うと（フジテレビ）
- ホットマン（TBS、2003年）
  - ホットマン2（2004年）
- ボディーガード（テレビ朝日、1997年）
- 火垂るの墓（日本テレビ、2005年）
- ホテリアー（テレビ朝日、2007年）
- HOTEL（TBS）
- ホテルウーマン（関西テレビ、1991年）
- 貧乏男子 ボンビーメン（日本テレビ、2008年）
- ホテルドクター（テレビ朝日、1993年）
- ポニーテールはふり向かない（TBS、1985年）
- 炎の消防隊 -The firefighters-（テレビ朝日、1996年）
- 炎の料理人・北大路 魯山人（日本テレビ、1988年）
- ホワイト・ラボ〜警視庁特別科学捜査班〜（TBS、2014年）
- 本家のヨメ（日本テレビ、2001年）
- ホテルコンシェルジュ（TBS）
- ほんまもん（NHK、2001年 - 2002年）
- ボク、運命の人です。（日本テレビ、2017年）
- 牡丹と薔薇(フジテレビ)
  - 新・牡丹と薔薇

### ま行

#### ま
- マイガール（テレビ朝日、2009年）
- 毎度おさわがせします（TBS、1985年）
- Mother（日本テレビ、2010年）
- マッサージ探偵ジョー（テレビ朝日）
- まれ（NHK）
- 毎度おジャマしまぁす（TBS、1995年）
  - 毎度ゴメンなさぁい（TBS、1994年）
- 真夜中のパン屋さん（NHK BSプレミアム）
- マイリトルシェフ（TBS、2002年）
- まかせてダーリン（TBS、1998年）
- 曲がり角の彼女（関西テレビ、2005年）
- MARS〜ただ、君を愛してる（日本テレビ）
- マザー&ラヴァー（関西テレビ、2004年）
- まさか、私が（フジテレビ、1991年）
- ○○な人の末路（日本テレビ）
- マザコン刑事の事件簿（テレビ東京、1990年）
- 魔女裁判（フジテレビ、2009年）
- まんぷく（NHK）
- 魔女の条件（TBS、1999年）
- マザー・ゲーム〜彼女たちの階級〜（TBS）
- 麻酔（読売テレビ、1994年）
- マッサン（NHK）
- まだ恋は始まらない（フジテレビ、1995年）
- マチベン（NHK、2006年）
- まっすぐな男（関西テレビ、2010年）
- まったナシ!（日本テレビ、1992年）
- 増山超能力師事務所（日本テレビ）
- マッチポイント! 〜女が勝負をかける時〜（NHK、2000年）
- 真夏の刑事（テレビ朝日、1992年）
- マイ☆ボス マイ☆ヒーロー（日本テレビ、2006年）
- 町医者ジャンボ!!（日本テレビ）
- 真夏のメリークリスマス（TBS、2000年）
- 魔の季節（TBS、1995年）
- 真昼の月（TBS、1996年）
- ママってきれい!?（TBS、1991年）
- ママのベッドへいらっしゃい（テレビ朝日、1994年）
- ママはアイドル!（TBS、1987年）
- ママハハ・ブギ（TBS、1989年）
- マメシバ一郎（東名阪ネット6他主要地方局、2011年）
  - マメシバ一郎 フーテンの芝二郎（東名阪ネット6他主要地方局、2012年）
- 真夜中のあいさつ（TBS、1974年）
- 間違われちゃった男（フジテレビ）
- 真夜中の雨（TBS、2002年）
- マラソン（TBS）
- 真夜中は別の顔（テレビ朝日、1992年）
- 魔王（TBS、2008年）
- 真夜中を駆けぬける（朝日放送、1993年）
- マリア（TBS、2001年）
- ○○妻（日本テレビ、2015年）
- マルモのおきて（フジテレビ、2011年）
- まんが道（NHK、1986年）
- マンハッタンラブストーリー（TBS）
- まんてん（NHK、2002年 - 2003年）
- マンモスタワー（KRT、1958年）
- マジすか学園（日本テレビ）
  - マジすか学園2
  - マジすか学園3
  - マジすか学園4
  - マジすか学園5
  - キャバすか学園
  - マジムリ学園
  - マジすか学園0 木更津乱闘編
  - 豆腐プロレス
- 既婚ママ（フジテレビ、2021年）

#### み
- ミエルヒ（北海道テレビ放送、2009年）
- 未解決の女 警視庁文書捜査官（テレビ朝日、2018年）
- 三毛猫ホームズの推理（日本テレビ、2012年）
- みこん六姉妹（CBC、2006年）
- 美咲ナンバーワン!!（日本テレビ、2011年）
- Missダイヤモンド（テレビ朝日、1995年）
- Missデビル 人事の悪魔・椿眞子（日本テレビ、2018年）
- ミステリー民俗学者 八雲樹（テレビ朝日、2004年）
- ミス・パイロット（フジテレビ、2013年）
- 未成年（TBS、1995年）
- ミセスシンデレラ（フジテレビ、1997年）
- MR.BRAIN（TBS、2009年）
- ミリオンジョー（テレビ東京、2019年）
- みをつくし料理帖（テレビ朝日）
- 水戸黄門（TBS、1969年 - 2011年）
- 3つの街の物語
- 南くんの恋人（TBS、1990年 / テレビ朝日、1994年、2004年　/ フジテレビ、2015年）
- みにくいアヒルの子（フジテレビ、1996年）
- みぽりんのえくぼ（日本テレビ、2010年）
- 都の風（NHK、1986年）
- 宮本から君へ（テレビ東京、2018年）
- ミューズの鏡（NHK、2012年）
- みゅうの足パパにあげる（日本テレビ）
- MIU404（TBS、2020年）
- ミラー・ツインズ（フジテレビ、WOWOW）
- 未来日記-ANOTHER:WORLD-（フジテレビ、2012年）
- 民間科捜研 桐野真衣の殺人鑑定（TBS）

#### む
- ムー一族（TBS、1978年 - 1979年）
- 向井荒太の動物日記 〜愛犬ロシナンテの災難〜（日本テレビ）
- ムコ殿（フジテレビ、2001年）
  - ムコ殿2003（2003年）
- 無痛〜診える眼〜（フジテレビ）
- 武蔵 MUSASHI（NHK）
- 無理な恋愛（関西テレビ、2008年）

#### め
- 迷宮課刑事おみやさん（朝日放送、1985年）
  - 六本木ダンディーおみやさん（1987年）
- 名奉行!遠山の金四郎（TBS）
- 名探偵・明智小五郎（テレビ朝日、2019年）
- 名探偵保健室のオバさん（テレビ朝日、1997年）
- メイちゃんの執事（フジテレビ、2009年）
- 女神の恋（NHK、2003年）
- メグたんって魔法つかえるの?（日本テレビ、2012年）
- めぐり逢い（フジテレビ、1998年）
- メゾン・ド・ポリス（TBS、2019年）
- メチャン子・ミッキー（TBS、1982年）
- メッセージ〜言葉が裏切っていく〜（読売テレビ、2003年）
- めだか（フジテレビ、2004年）
- メディカルチーム レディ・ダ・ヴィンチの診断（関西テレビ、2016年）
- メロディ（TBS、1997年）

#### も
- もう我慢できない!（関西テレビ、1996年）
- もう誘拐なんてしない（フジテレビ）
- もう誰も愛さない（フジテレビ、1991年）
- もう涙は見せない（フジテレビ、1993年）
- 盲導犬クイールの一生（NHK、2003年）
- 盲目のヨシノリ先生〜光を失って心が見えた〜（日本テレビ）
- もうひとつのJリーグ（日本テレビ、1993年）
- もうひとつのシュガー&スパイス（フジテレビ、2006年）
- 燃える捜査網（NET、1975年 - 1976年）
- 木曜の怪談（フジテレビ、1995年 - 1997年）
- 木曜日の食卓（TBS、1992年）
- もみ消して冬〜わが家の問題なかったことに〜（日本テレビ）
- もしも、学校が…!?（TBS、1985年）
- モンタージュ 三億円事件奇譚（フジテレビ）
- もしも願いが叶うなら（TBS、1994年）
- モップガール（テレビ朝日、2007年）
- 元カレ（TBS、2003年）
- モトカレマニア（フジテレビ、2019年）
- モナリザの微笑（フジテレビ、2000年）
- 喪服のランデヴー（NHK、2000年）
- MOZU Season1〜百舌の叫ぶ夜（TBS）
- 問題のあるレストラン（フジテレビ）
- 木綿のハンカチ〜ライトウインズ物語（NHK、1997年）
- MONSTERS（TBS）
- モンスターペアレント（関西テレビ、2008年）
- モンテ・クリスト伯 -華麗なる復讐-（フジテレビ）

### や行

#### や
- 八重の桜（NHK）
- 夜王（TBS、2005年）
  - 夜王 〜YAOH〜
- 八神くんの家庭の事情（朝日放送、1994年）
- 役者魂!（フジテレビ、2006年）
- 夜行観覧車（TBS）
- ヤ・ク・ソ・ク（毎日放送、2005年）
- 優しいだけがオトコじゃない（テレビ東京、1990年）
- 闇金ウシジマくん Season2（MBS）
- 優しい時間（フジテレビ、2005年）
- 夜叉-YASHA-（テレビ朝日、2000年）
- ヤスコとケンジ（日本テレビ）
- やすらぎの刻〜道（テレビ朝日）
- やっぱり猫が好き（フジテレビ、1988年 - 1991年）
- ヤメゴク〜ヤクザやめて頂きます〜（TBS）
- やめるときも、すこやかなるときも（2020年、日本テレビ）
- 柳橋慕情（NHK、2000年）
- ヤヌスの鏡（フジテレビ、1985年 - 1986年）
- 山おんな壁おんな（フジテレビ、2007年）
- 山田太郎ものがたり（TBS、2007年）
- やまとなでしこ（フジテレビ、2000年）
- ヤマトナデシコ七変化（TBS）
- 闇のパープル・アイ（テレビ朝日、1996年）
- ヤンキー君とメガネちゃん（TBS、2010年）
- 山田孝之の東京都北区赤羽（テレビ東京）
- ヤンキー母校に帰る（TBS、2003年）
- やんちゃくれ（NHK、1998年 - 1999年）
- 約束のステージ 〜時を駆けるふたりの歌〜(日本テレビ)
- やんパパ（TBS、2002年）

#### ゆ
- 誘拐法廷〜セブンデイズ〜（テレビ朝日）
- 有閑倶楽部（日本テレビ、2007年）
- 夕餉前（NHK、1940年）
- ユウキ（日本テレビ）
- 勇者ヨシヒコと魔王の城（テレビ東京）
  - 勇者ヨシヒコと悪霊の鍵
  - 勇者ヨシヒコと導かれし七人
- ゆうひが丘の総理大臣（日本テレビ、1978年 - 1979年）
- 湯けむりバスツアー 桜庭さやかの事件簿
- 誘惑（TBS、1990年）
- 雪（NHK、1994年）
- 雪之丞変化（NET、1959年 ほか多数）
- 湯けむりウォーズ〜女将になります〜（CBC、2005年）
- 湯けむり女子大生騒動（朝日放送、1994年）
- ゆずれない夜（関西テレビ、1996年）
- ゆとりですがなにか（日本テレビ）
  - ゆとりですがなにか 純米吟醸純情編
- 夢で逢いましょう（TBS、2005年）
- 夢のカリフォルニア（TBS、2002年）
- 夢の見つけ方教えたる!（フジテレビ、2008年）
  - 夢の見つけ方教えたる!2（2010年）
- 夢見る頃を過ぎても（TBS、1994年）
- 夢をかなえるゾウ（女の幸せ篇）（読売テレビ）
- ゆるキャン△（テレビ東京、2020年）
- ゆるしません!（関西テレビ、1980年）
- 揺れる想い（TBS、1995年）
- ユンゲル（フジテレビ、2008年）

#### よ
- よい子の味方 〜新米保育士物語〜（日本テレビ、2003年）
- 夜のせんせい
- よい子の味方（TBS、2004年）
- ようこそ青春金物店（NHK、1996年）
- ようこそ、わが家へ（フジテレビ、2015年）
- 幼獣マメシバ（東名阪ネット6、2009年）
  - 幼獣マメシバ 望郷編（東名阪ネット6、5いっしょ3ちゃんねる他主要地方局、2014年）
- よく眠れる森のレストラン アナタのココロをおもてなし（NHK BSプレミアム、2012年）
- 横浜心中（日本テレビ、1994年）
- 義経（NHK）
- 嫁はミツボシ。（TBS、2001年）
- 秘密諜報員 エリカ（読売テレビ）
- 世にも奇妙な物語（フジテレビ、1990年 - ）
  - 1997年 秋の特別編
  - 2000年 春の特別編
  - SMAPの特別編
  - 世にも奇妙な物語 冬の特別編
  - 世にも奇妙な物語 映画監督編
  - 2012年 秋の特別編
  - 世にも奇妙な物語 2014年 春の特別編
  - 世にも奇妙な物語 2017年 深夜の特別編
  - 世にも奇妙な物語'17秋の特別編
  - 世にも奇妙な物語 '19雨の特別編
  - 世にも奇妙な物語 21世紀 21年目の特別編
  - 世にも奇妙な物語 25周年記念!秋の2週連続SP
- よろず占い処 陰陽屋へようこそ（フジテレビ）
- 夜逃げ屋本舗（日本テレビ、1999年）
  - 新・夜逃げ屋本舗（日本テレビ、2003年）
- 予備校ブギ（TBS、1990年）
- 蘇える金狼（日本テレビ、1999年）
- 夜に抱かれて（日本テレビ、1994年）
- ヨイショの男（TBS、2002年）
- よろず刑事（関西テレビ、2005年）
- 弱くても勝てます（日本テレビ、2014年）
- 4姉妹探偵団（朝日放送・テレビ朝日、2008年）
- 妖怪人間ベム（日本テレビ、2011年）
- 4分間のマリーゴールド（TBS、2019年）

### ら行

#### ら
- ライアーゲーム（フジテレビ、2007年、2009年）
  - アリス・イン・ライアーゲーム
- Love Story（TBS、2001年）
- ライスカレー（フジテレビ、1986年）
- ライフ（フジテレビ、2007年）
- ラヴソング（フジテレビ、2016年）
- ラジエーションハウス〜放射線科の診断レポート〜（フジテレビ、2019年）
- ラジオびんびん物語（フジテレビ、1987年）
- ラストクリスマス（フジテレビ、2004年）
- ラストプレゼント 娘と生きる最後の夏（日本テレビ、2004年）
- ラスト・フレンズ（フジテレビ、2008年）
  - ラスト・フレンズ特別編
- らせん（フジテレビ、1999年）
- ラストホープ（フジテレビ）
- ラブ・アゲイン（TBS、1998年）
- LOVE&PEACE（日本テレビ、1998年）
- ラブコンプレックス（フジテレビ、2000年）
- ラブジェネレーション（フジテレビ、1997年）
- ラブとエロス（TBS、1998年）
- らんま1/2（日本テレビ）
- ラブレター（TBS、2008年）
- ラブ・レボリューション（フジテレビ、2001年）
- ララバイ刑事（テレビ朝日、1991年、1993年）
- RUN（TBS、1993年）
- ランチの女王（フジテレビ、2002年）
- ランデヴー（TBS、1998年）
- ランナウェイ〜愛する君のために（TBS）

#### り
- リアル・クローズ（関西テレビ、2008年・2009年）
- 離婚弁護士（フジテレビ、2004年）
  - 離婚弁護士II 〜ハンサムウーマン〜（2005年）
- リスキー・ゲーム（TBS、1996年）
- 理想の結婚（TBS、1997年）
- リッチマン、プアウーマン（フジテレビ）
- 理想の上司（TBS、1997年）
- リバース（TBS）
- 理想の生活（NHK、2005年）
- リーガルV〜元弁護士・小鳥遊翔子〜（テレビ朝日）
- 龍馬伝（NHK）
- リバウンド（日本テレビ）
- 理想の息子（日本テレビ、2012年）
- リップスティック（フジテレビ、1999年）
- 猟奇的な彼女(TBS)
- 臨床犯罪学者 火村英生の推理（日本テレビ）
- リミット もしも、わが子が…（日本テレビ、2000年）
- 略奪愛・アブない女（TBS、1998年）
- 流星の絆（TBS、2008年）
- リアル脱出ゲームTV（TBS）
- 竜馬におまかせ!（日本テレビ、1996年）
- 流星ワゴン（TBS）
- リバース〜警視庁捜査一課チームZ〜（日本テレビ）
- 陸王（TBS）
- 料理少年Kタロー（関西テレビ、1991年 / NHK、2001年）
- リング〜最終章〜（フジテレビ、1999年）
- 臨場（テレビ朝日、2009年・2010年）
- リーガル・ハイ（フジテレビ）

#### る
- ルーキー!（関西テレビ、2001年）
- ROOKIES（TBS、2008年）
- ルージュ（NHK、2001年）
- ルーズヴェルト・ゲーム（TBS、2014年）
- Room Of King（フジテレビ、2008年）
- 瑠璃の島（日本テレビ、2005年）
- ルパンの娘（フジテレビ、2019年）

#### れ
- レジデント〜5人の研修医（TBS）
- 霊感バスガイド事件簿（テレビ朝日、2004年）
- レガッタ〜君といた永遠〜（朝日放送・テレビ朝日、2006年）
- レンタル救世主（日本テレビ）
- レッツ・ゴー!永田町（日本テレビ、2001年）
- 恋愛ニート〜忘れた恋のはじめ方（TBS）
- レ・ミゼラブル 終わりなき旅路（フジテレビ）
- 恋愛中毒（フジテレビ、2000年）
- LADY〜最後の犯罪プロファイル〜（TBS）
- 恋愛偏差値（フジテレビ、2002年）
- RESCUE〜特別高度救助隊（TBS）
- 霊能力者_小田霧響子の嘘(テレビ朝日)

#### ろ
- ローンウルフ 一匹狼（日本テレビ、1967年 - 1968年）
- ロケット・ボーイ（フジテレビ、2001年）
- ロケットボーイズ（テレビ東京、2006年）
- ロングバケーション（フジテレビ、1996年）
- 六番目の小夜子（NHK、2000年）
- ロス:タイム:ライフ（フジテレビ、2008年）
- ロッカーのハナコさん（NHK、2002年、2003年）
- ロング・ラブレター〜漂流教室〜（フジテレビ、2002年）
- 輪舞曲-ロンド-（TBS、2006年）
- ROMES/空港防御システム（NHK）
- ロト6で3億2千万円当てた男（フジテレビ）

### わ行

#### わ
- ワイルド・ヒーローズ（日本テレビ、2015年）
- 若奥さまは腕まくり!（TBS、1988年）
- 若い季節（NHK、1961年 - 1964年）
- わかば（NHK、2004年）
- 若葉のころ（TBS、1996年）
- わがままな女たち（フジテレビ、1992年）
- わが家の歴史（フジテレビ、2010年）
- 別れる2人の事件簿（テレビ朝日、2000年）
- 私を海まで流して（テレビ朝日、1990年）
- わたしたちの教科書（フジテレビ、2007年）
- 輪違屋糸里〜女たちの新選組〜
- わたしってブスだったの?（TBS、1993年）
- 和田アキ子殺人事件（TBS）
- わたしのママはしずかさん（テレビ朝日、1982年）
- 若者たち（フジテレビ、1966年）
  - 若者たち2014
- わたし旦那をシェアしてた
- 若者のすべて（フジテレビ、1994年）
- 私の青空シリーズ（NHK、2000年 - 2002年）
- 吾輩の部屋である（日本テレビ）
- 私の運命（TBS、1994年）
- 私は貝になりたい（KRT、1958年 / TBS、1994年）
- わろてんか（NHK）
- 私、味方です（TBS、1995年）
- 私を旅館に連れてって（フジテレビ、2001年）
- 渡る世間は鬼ばかり（TBS、1990年 - 2011年）
- 私の嫌いな探偵（テレビ朝日）
- 笑える恋はしたくない（TBS、2006年）
- われら青春!（日本テレビ、1974年）
- WONDA×AKB48 ショートストーリー「フォーチュンクッキー」
- 悪女（日本テレビ、1992年）
- ワンダフルライフ（フジテレビ、2004年）
- わたし、定時で帰ります。（TBS、2019年）

## 放送枠

### NHK
現在
- 連続テレビ小説
- 大河ドラマ
- ドラマ10
- 夜ドラ
- 土曜ドラマ
- プレミアムドラマ

過去
- 銀河テレビ小説
- 水曜ドラマ
- ドラマ愛の詩
- よるドラ
- 土曜時代ドラマ

### 日本テレビ・読売テレビ系列
現在
- 水曜ドラマ
- 木曜ドラマ（読売テレビ制作）
- 土曜ドラマ
- 日曜ドラマ

過去
- 月曜22時枠（読売テレビ制作）
- 火曜ドラマ
- 木曜21時枠
- 木曜22時枠
- 木曜ナイトドラマ
- 木曜ミステリーシアター
- 土曜22時枠（読売テレビ制作）
- シンドラ
- 土ドラ9

### テレビ朝日（NET・ANB時代含む）・朝日放送テレビ系列
現在
- 火曜21時枠
- 水曜21時枠
- 木曜ドラマ
- 金曜ナイトドラマ
- オシドラサタデー
- 日曜22時枠（朝日放送テレビ制作）

過去
- 帯ドラマ劇場
- 月曜ドラマ・イン
- 木曜ミステリー
- 金9
- サタデードラマ
- 土曜ナイトドラマ
- 日曜ナイトドラマ

### TBSテレビ（KRT時代含む）・毎日放送系列
現在
- 日曜劇場
- 火曜ドラマ
- 金曜ドラマ

過去
- 愛の劇場
- ドラマ30→ひるドラ
- ナショナル劇場→パナソニック ドラマシアター
- 月曜ミステリーシアター
- 月曜21時枠
- 火曜20時枠
- 火曜21時枠
- 水曜20時枠
- 水曜ドラマ
- 水曜劇場
- 水曜22時枠
- 木曜21時枠
- 木曜ドラマ劇場
- カネボウ木曜劇場
- 木曜22時枠
- 金曜20時枠
- 金曜21時枠
- 土曜20時枠
- 土曜22時枠
- よるおびドラマ

### テレビ東京（東京12ch時代含む）・テレビ大阪系列
現在
- ドラマプレミア23
- ドラマNEXT
- 水ドラ25
- 木ドラ24
- ドラマ9
- ドラマ24
- ドラマ25

過去
- 月曜21時枠
- 月曜22時枠
- 火曜20時枠
- 火曜22時枠
- 水曜20時枠
- 土曜21時枠
- 土曜ドラマ24
- ドラマBiz
- ドラマプレミア10
- 木ドラ25
- サタドラ
- 金曜8時のドラマ
- ドラマ8

### フジテレビ・関西テレビ系列
現在
- 月9
- 月曜22時枠（関西テレビ制作）
- 火9
- 火ドラ★イレブン(関西テレビ制作)
- 水曜22時枠
- 木曜劇場
- オトナの土ドラ → 土ドラ (東海テレビ)

過去
- 昼ドラ（東海テレビ制作）
- 火曜20時枠
- 火曜22時枠（関西テレビ制作）
- 水曜20時枠
- 水曜劇場
- 水曜22時枠（関西テレビ制作）
- 金曜ドラマ
- 土曜20時枠
- 土曜ドラマ
- 土ドラ (フジテレビ)
- ドラマチック・サンデー
- 日9
- 火曜21時枠（関西テレビ制作）
- 金曜21時枠

## 参考書籍
- 特集アスペクト66 TVドラマオールファイル 90's民放版（株式会社アスペクト、1999年3月9日発行、ISBN 4757203845）